# Microcervecería
Una cervecería artesanal o microcervecería es una cervecería que produce una cantidad limitada de cerveza. Las definiciones exactas varían, pero los términos se aplican típicamente a cervecerías que son mucho más pequeñas que las cervecerías corporativas a gran escala y sus dueños son independientes. Este tipo de cervecerías se caracterizan generalmente por su énfasis en el sabor y la técnica de fermentado.
El movimiento de la cerveza artesana comenzó en la década de 1970 en el Reino Unido y posteriormente se extendió a otros países. A medida que el movimiento creció, algunas cervecerías expandieron su producción y distribución, y el nombre de cervecería artesanal pasó a ser reemplazado por el término más amplio de producción artesanal. Un brewpub (término en inglés que también puede ser traducido como microcervecería) se refiere más específicamente a un restaurante o pub que produce su propia cerveza para ser vendida dentro de sus instalaciones.

## Orígenes y filosofía
El término tiene su origen en el Reino Unido a finales de la década de 1970, y fue utilizado para describir la nueva generación de cervecerías pequeñas que se enfocaban en la producción tradicional de ale en turril. El primer ejemplo de estas cervecerías fue la Cervecería Litchborough, fundada por Bill Urauhart en 1975 en la localidad de Northampton del mismo nombre. Urquhart había sido el último cervecero en jefe de la gran cervecería de Phipps NBC de Northamptom cuando su dueño, Watney Mann, la cerró en 1974 para que allí se instale la nueva cervecería de cerveza ligera (lager) del grupo Carlsberg. Junto con la cervecería comercial se ofrecieron cursos y entrenamiento para cerveceros. Muchos de los pioneros del movimiento pasaron por los cursos de Litchborough antes de instalar sus propias cervecerías.
Aunque originalmente "microcervecería" fue utilizado para describir el tamaño de las cervecerías, gradualmente pasó a reflejar una actitud y un enfoque alternativo a la flexibilidad en la producción de cerveza, adaptabilidad y atención al cliente. El término y la tendencia llegaron a los Estados Unidos en la década de 1980 en donde eventualmente fue utilizado para designar a cervecerías que producen menos de 15.000 litros de cerveza por año.
Beer Hunt es un aplicación móvil para consumidores que les ayuda a descubrir cervecerías más pequeñas o nuevas, mientras que un equipo irlandés ha creado un electrodoméstico que funciona con un teléfono inteligente para la fabricación de cerveza en casa llamado Brewbot.
Las microcervecerías han adoptado una estrategia de mercadotecnia diferente a la de las cervecerías de mercado masivo, ofreciendo productos que compiten según su calidad y diversidad, en lugar de precios bajos y publicidad. Su influencia ha sido mucho más grande que su cuota de mercado (que llega solo al 2 % en el Reino Unido), reflejada en el hecho que las grandes cervecerías comerciales han introducido nuevas marcas que han tratado de competir en los mismos mercados que las microcervecerías. Cuando esta estrategia falló, invirtieron en microcervecerías; o en muchos casos las compraron por completo.

## Microcervecerías en América
Las microcervecerías han aparecido gradualmente en otros países (como Nueva Zelanda y Australia) en donde existen un mercado similar. Por ejemplo, las microcervecerías están floreciendo en el Canadá, principalmente en la costa oeste, en Quebec y Ontario, ya que son lugares que cuentan con mercados domésticos grandes dominados por unas cuantas empresas grandes. Muchas de las microcervecerías de Ontario se han unido para formar la Asociación de Cerveceros Artesanales de Ontario. En el Reino Unido también existe un gran número de cervecerías artesanales pequeñas que producen ale en barril, de las cuales las más pequeñas son conocidas con el nombre de microcervecerías y pueden ser encontradas en lugares tan restringidos como garajes domésticos. Sin embargo, existe poca división entre estas y las compañías gigantes, ya que hay cervecerías de todos tamaños para cerrar esta diferencia.

### Estados Unidos

Microcervecerías, cervecerías regionales, y brew pubs per cápita en Estados Unidos por estado.

A principios del siglo veinte, la Prohibición hizo que muchas cervecerías en los Estados Unidos entraran en bancarrota porque no todas podían sobrevivir de la venta de cerveza sin alcohol, o de "vino sacramental" como las bodegas de la época lo hicieron. Luego de varias décadas de consolidación de las cervecerías, la mayoría de la cerveza comercial estadounidense era producida por unas cuantas corporaciones muy grandes, lo que resultó en un mercado de lager muy uniforme y de suave sabor; Budweiser y Miller son dos de los ejemplos más conocidos. A consecuencia de esto muchos bebedores de cerveza que buscaban más variedad se volcaron a la producción de cerveza en casa, y eventualmente algunos comenzaron a hacerlo a mayor escala. Para inspirarse, se fijaron en el Reino Unido, Alemania y Bélgica, en donde la tradición centenaria de cerveza artesanal y producción de ale en barril nunca había muerto.
La popularidad de estos productos fue tal que la tendencia se extendió rápidamente, y aparecieron cientos de pequeñas cervecerías, en muchos casos junto a un bar (conocido como un "brewpub") en donde el producto podía ser vendido directamente. A medida que las microcervecerías proliferaron, algunas se convirtieron en más que pequeñas cervecerías, necesitando la definición de la categoría más amplia de cerveza artesanal. La cervecería artesanal más grande de los Estados Unidos es la Boston Beer Company, los fabricantes de la cerveza Samuel Adams.
Las microcervecerías estadounidenses comúnmente distribuyen su producto a través de un mayorista en un sistema tradicional de tres niveles, otros actúan como sus propios distribuidores (mayoristas) y venden a minoristas o directamente a los consumidores a través de un cuarto con grifo, un restaurante, o ventas fuera de las instalaciones. Debido a que el control del alcohol es responsabilidad de los estados, existen muchas diferencias de estado a estado en cuestión de leyes.
La Asociación de Cerveceros reporta que para marzo de 2013 había un total de 2.416 cervecerías en los Estados Unidos, con 2.360 consideradas cervecerías artesanales (el 98 por ciento, del cual 1.124 eran brewpubs, 1.139 microcervecerías, y 97 cervecerías artesanales regionales).

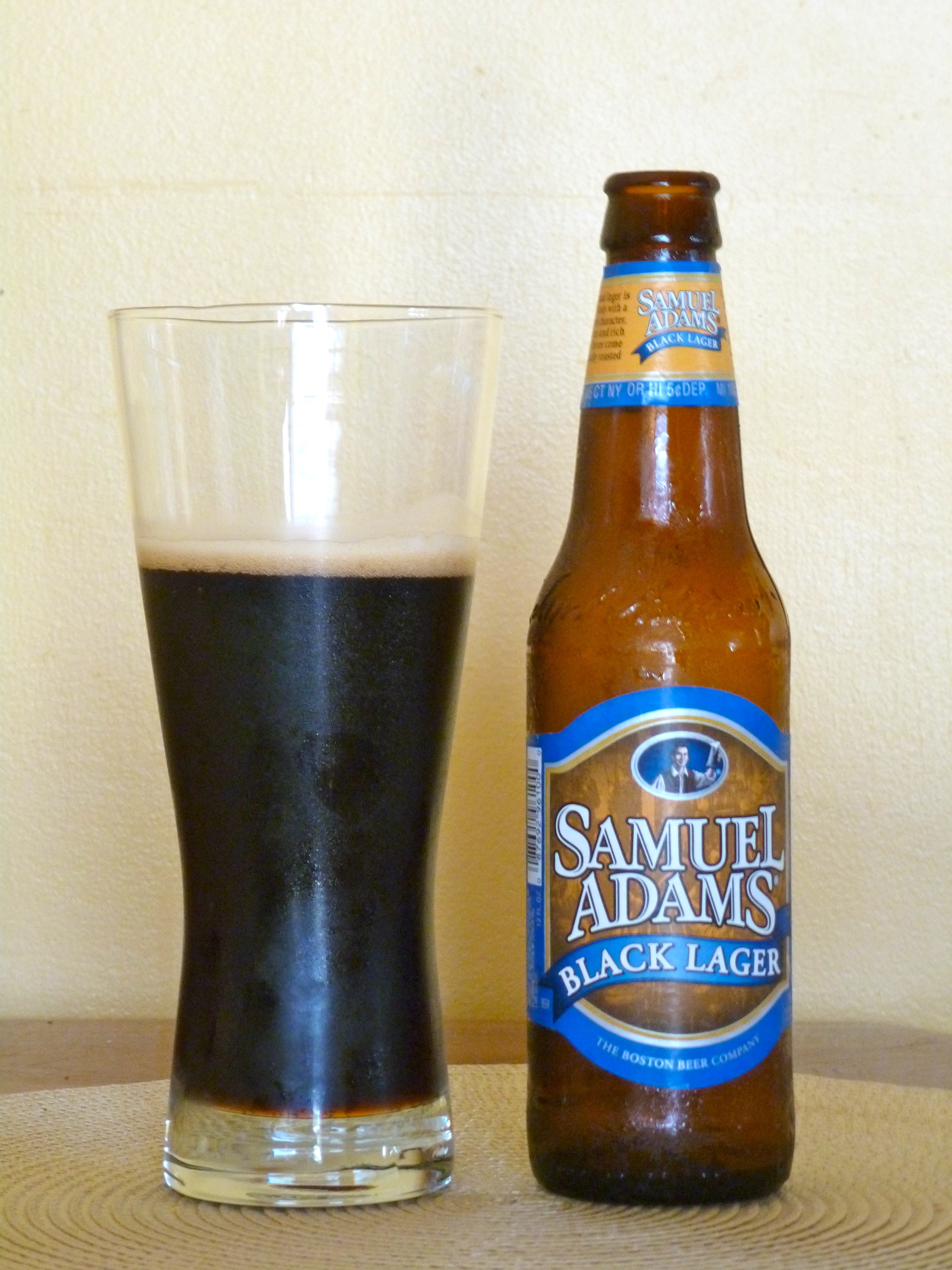
Samuel Adams Black Lager
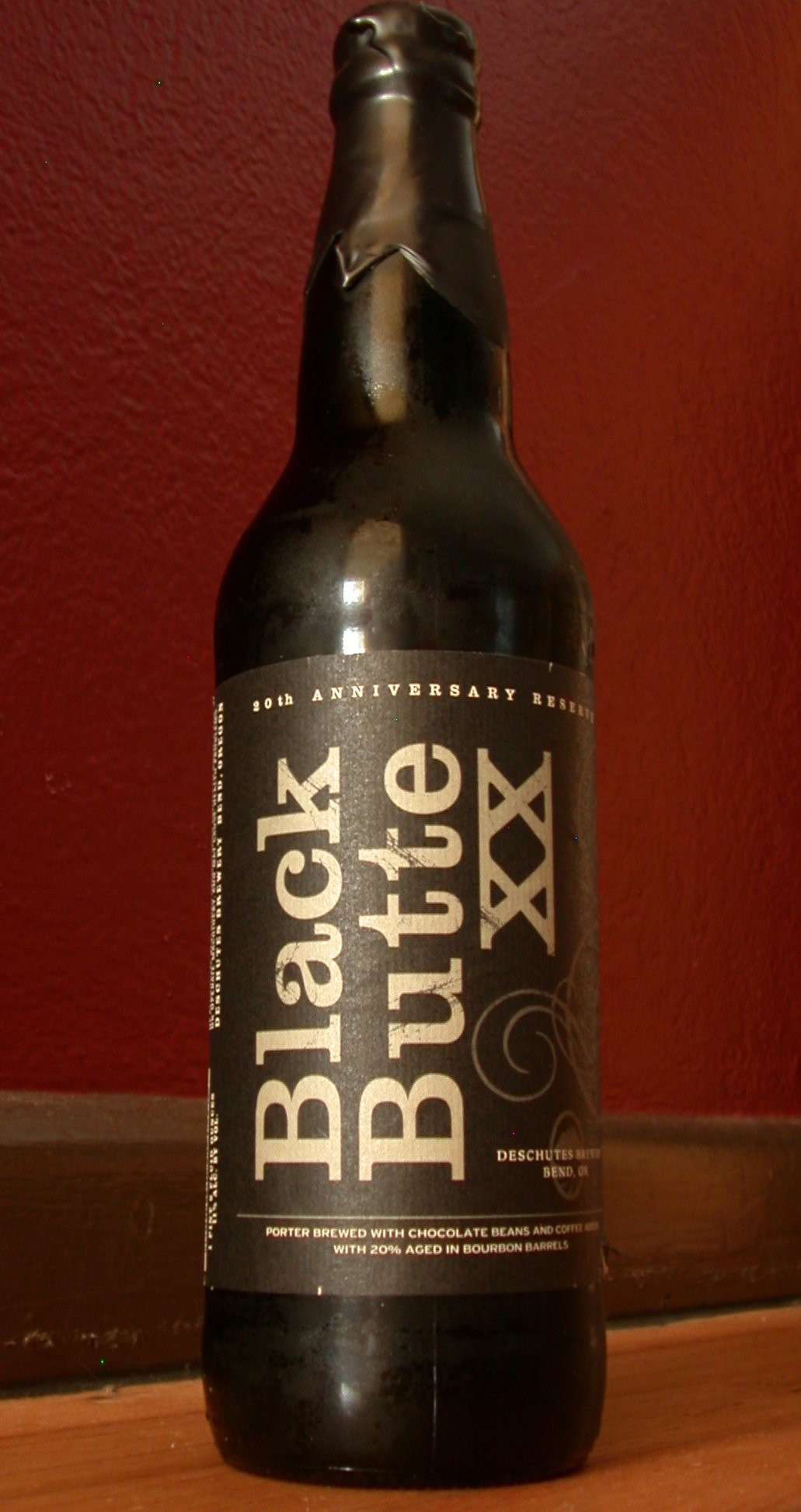
Deschutes Black Butte XX
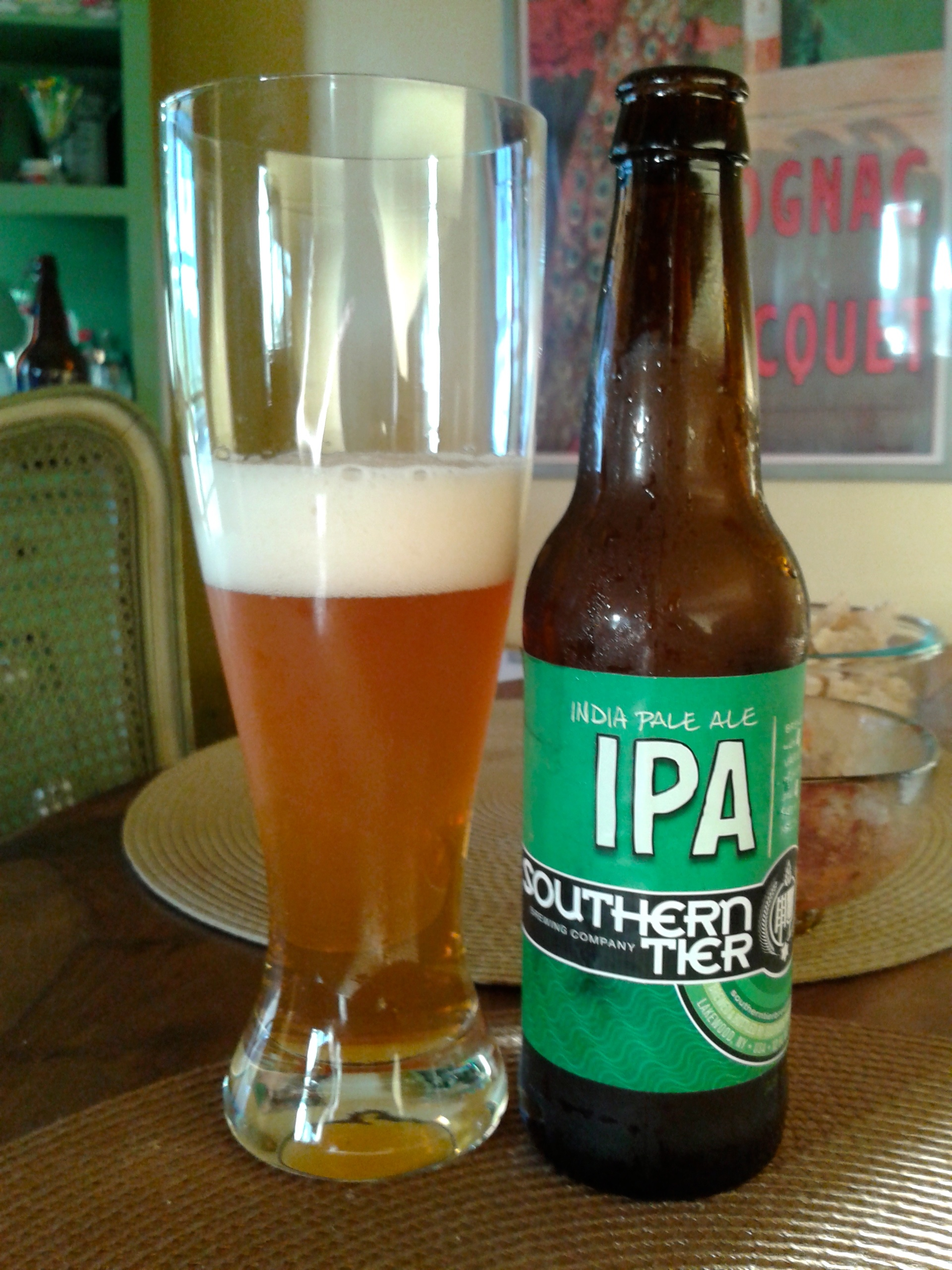
Southern Tier IPA
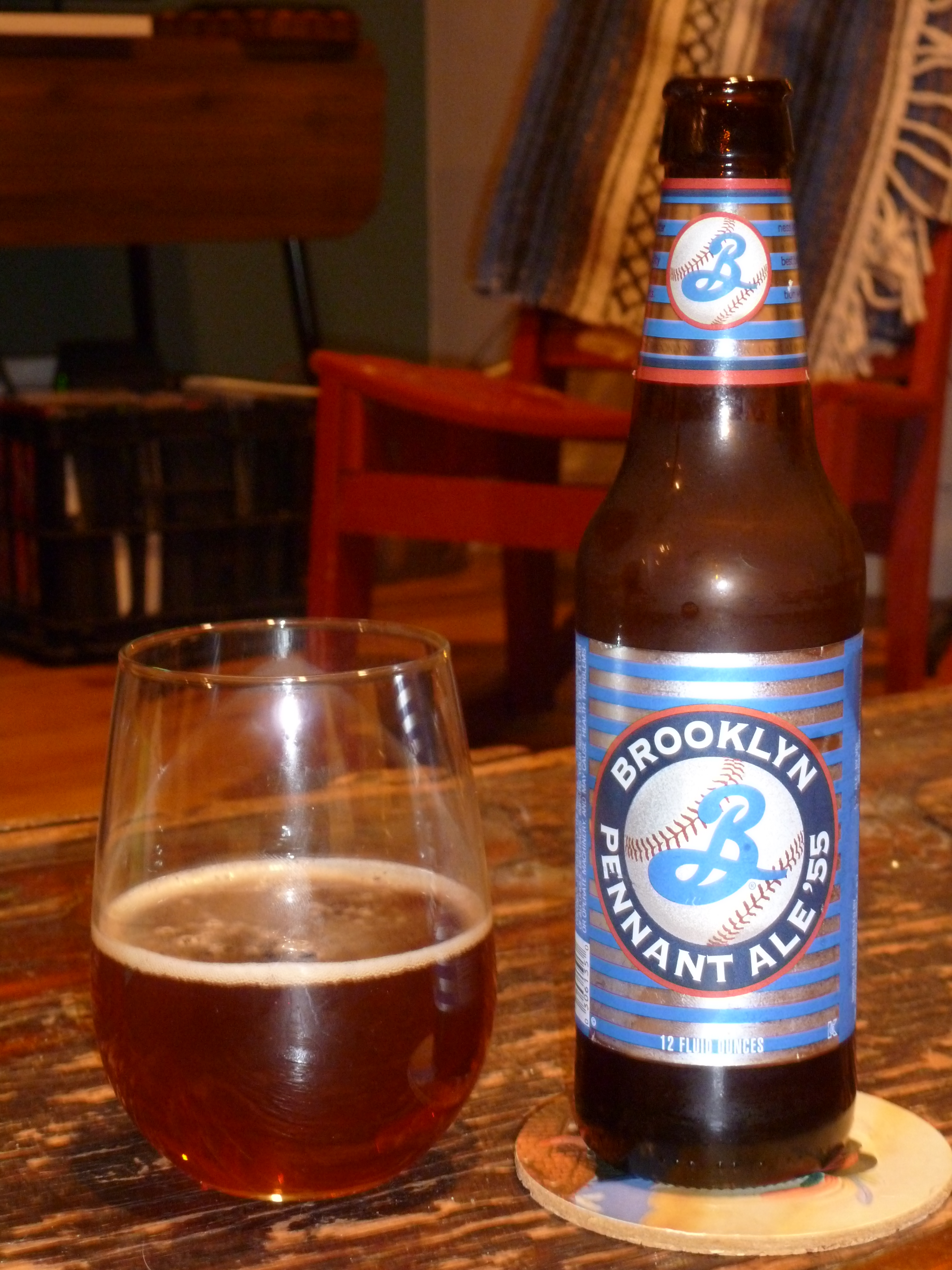
Brooklyn Penant Ale 55
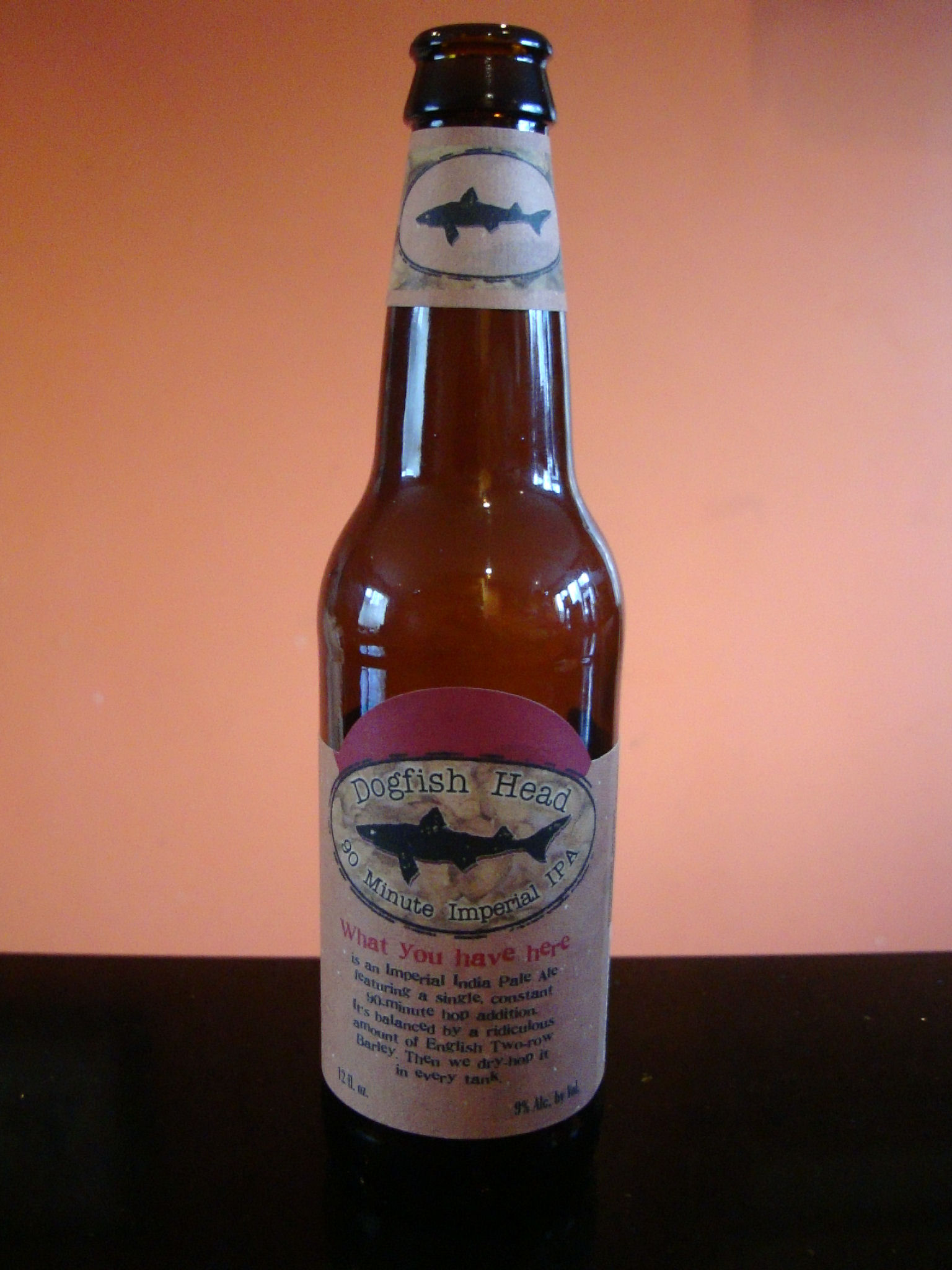
Dogfish Head 90 Minute Imperial IPA
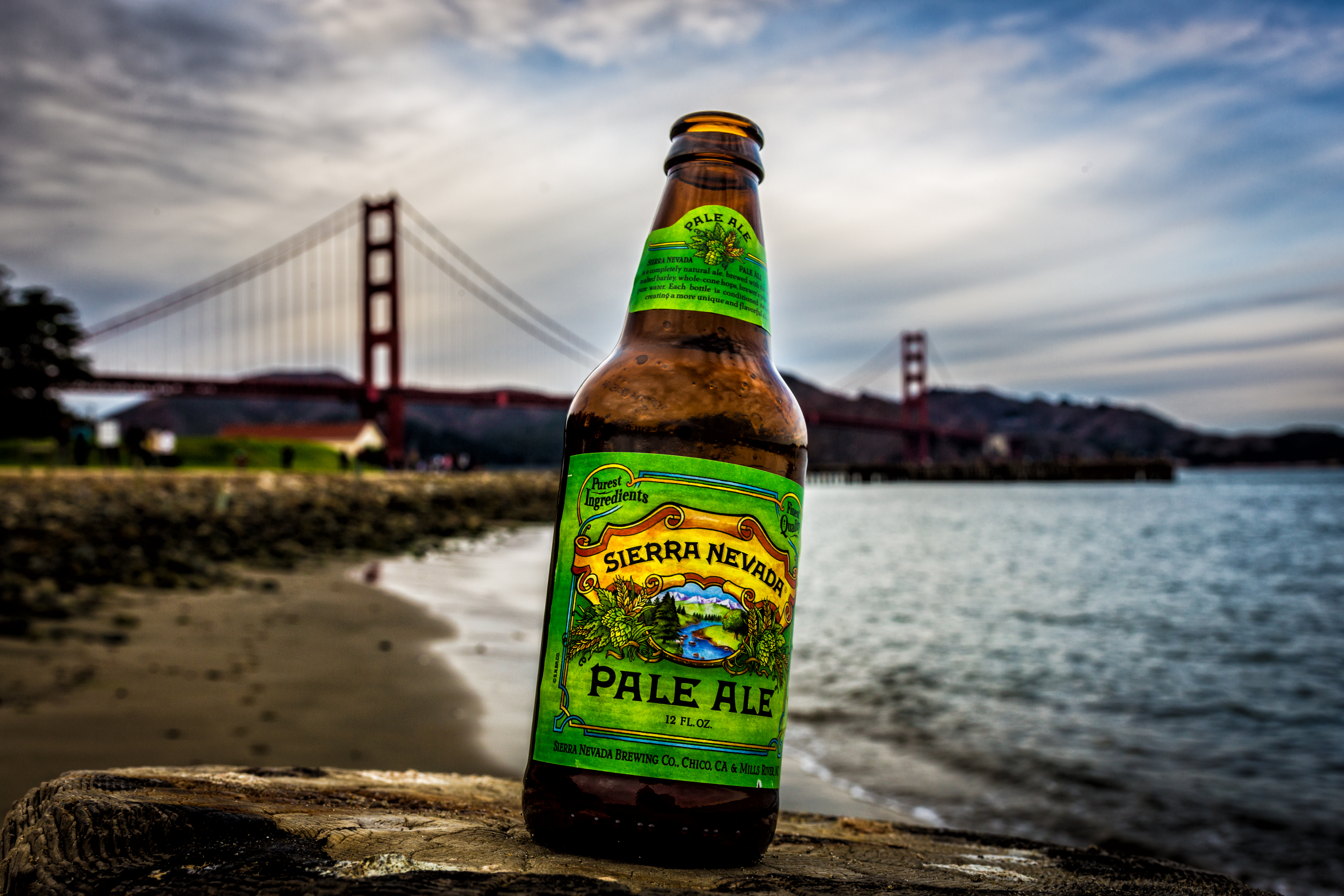
Sierra Nevada Pale Ale
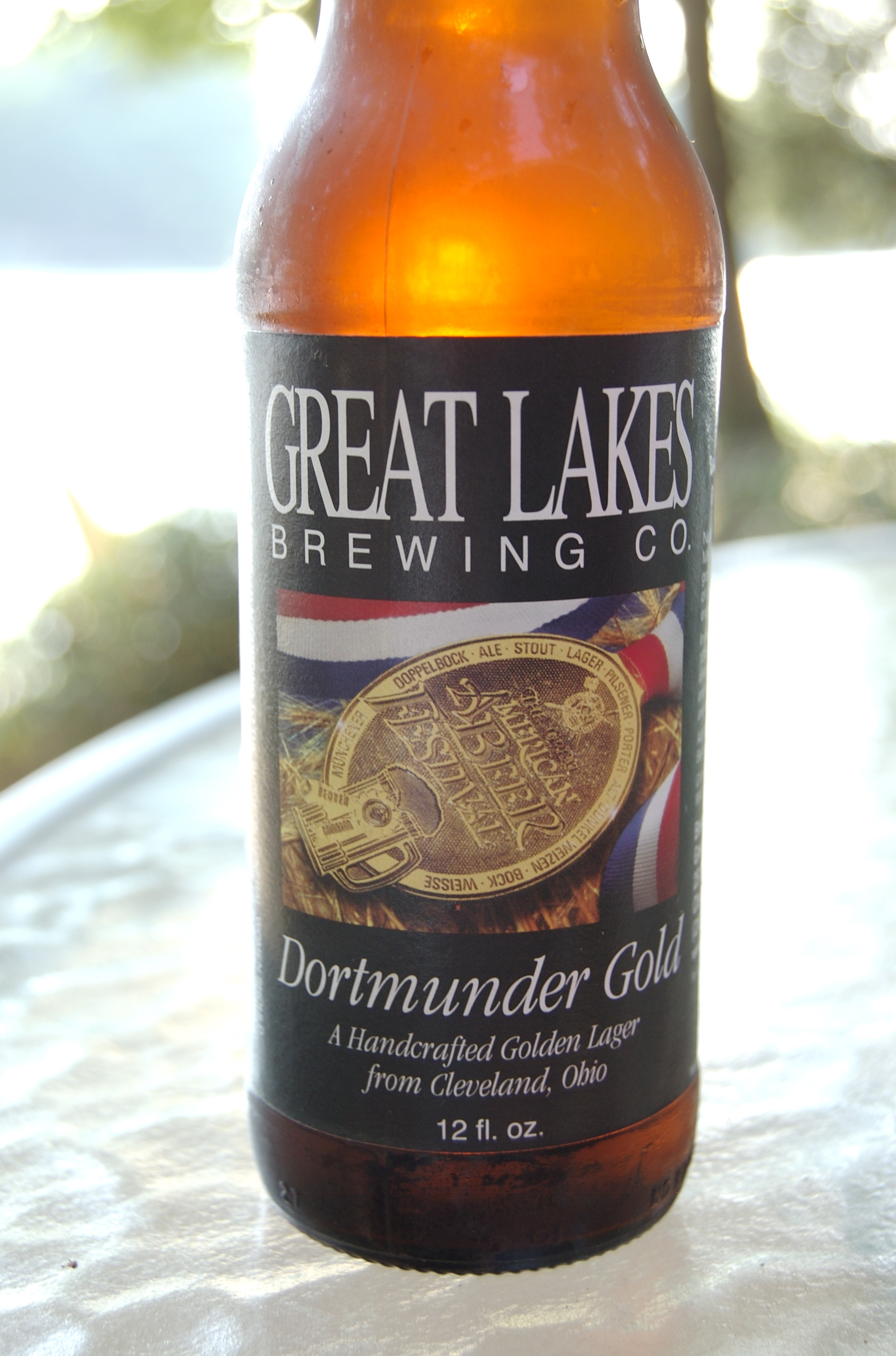
Great Lakes Dortmunder

### México
Desde su llegada al Continente Americano tras la Conquista Española, la cerveza no tuvo gran aceptación en este país. Fue hasta 1542 cuando Carlos V autorizó la elaboración de cerveza en una pequeña fábrica en Amecameca, México. En la primera mitad del siglo XIX se comenzaron a establecer más fábricas, guiadas por maestros cerveceros europeos, aunque el precio de la bebida en ese entonces era elevado debido a los altos costos de importación del lúpulo. Fue hasta principios del siglo XX cuando nacieron las grandes cervecerías, mismas que tuvieron éxito y prosperaron a nivel nacional gracias a su producción masiva. A finales del siglo pasado la cerveza artesanal comenzó a producirse y consumirse en la región del centro del país; actualmente su gusto se ha extendido a toda la República Mexicana, teniendo una mayor producción en las regiones de Baja California, Occidente, Bajío y en el centro del país. 
En cuanto a estados se refiere, los principales productores son Baja California, Jalisco y el Distrito Federal, aunque el mayor consumo se encuentra en la exportación al mercado de Estados Unidos, esto debido a que en México existen dos grandes consorcios cerveceros que han dificultado el desarrollo de la industria de la cerveza artesanal; sin embargo, a partir de 2009 comenzó a popularizarse su consumo, pese a ello su comercialización aún representa tan solo el 0.05% de la producción total que genera esta industria.
Para profesionalizar e impulsar esta industria en México se ha formado la Asociación Nacional de Creadores de Cerveza Artesanal, A.C. (ANACRECERA), que orienta, apoya y capacita, además de brindar información sobre insumos y equipamiento a productores que van desde negocios caseros, hasta microempresas e industria.
Entre las curiosidades que podemos encontrar sobre la cultura de la cerveza en México se encuentra el Museo de la Cerveza, ubicado entre las calles de Bolívar y 5 de Mayo en el Distrito Federal, cuyo principal objetivo es difundir los valores gastronómicos y atributos culturales de la bebida, encontrándose en este lugar más de 100 tipos de cerveza, incluyendo la artesanal mexicana.
Desde Puebla, México el biólogo Jacinto Hernández Navarro y el doctor en educación permanente Abel Pérez Rojas, han impulsado a través de diversos medios el concepto alfabetización cervecera, para referirse a cómo es que al adentrarse en el mundo de las cervezas artesanales permite modificar la apropiación de la realidad y por consiguiente el paradigma cervecero de cada quien.

## Microcervecerías en Europa

### Alemania
En Alemania, había 901 cervecerías pequeñas en 2010. La Oficina Federal de Estadísticas define a una pequeña cervería como una cervecería con una producción de menos de 5.000 hectolitros por año. Las pequeñas cervecerías pagan un impuesto a la cerveza reducido. La cuota total de mercado de las pequeñas cervecerías es de menos del 1 %. 638 de ellos tienen una producción de menos de 1000 hectolitros por año y pueden ser consideradas microcervecerías en un sentido más reducido. Este número solo se aplica a las cervecerías comerciales y no incluye a los cerveceros que lo hacen como pasatiempo. Aproximadamente un tercio de las pequeñas cervecerías tienen una tradición que data de hace 500 años, la mayoría de ellas en Franconia. Un tercio de ellas fue fundada en los últimos 25 años. La gran mayoría de las pequeñas cervecerías operan en combinación con un brewpub.

### Escandinavia
En Dinamarca se han producido microcervecerías en todo el país en cantidades cada vez mayores. Las microcervecerías pequeñas a menudo se relacionan con restaurantes y pubs, pero las cervezas artesanales artesanales también se venden en las tiendas. Mientras tanto, la legislación en Finlandia permite que las cervecerías artesanales vendan sus productos directamente a los consumidores.
En Noruega, tras la creación de la Microcervecería de Oslo en 1989, el número de microcervecerías en Noruega se ha expandido rápida y bruscamente en las últimas décadas. El interés y la experiencia entre los noruegos sobre la cerveza artesanal ha aumentado considerablemente en poco tiempo, y las antiguas tradiciones cerveceras de este país se reviven y se redescubre la levadura tradicional kveik. Sin embargo, la mayoría de las cervezas artesanales se elaboran con recetas importadas. Las microcervecerías locales se encuentran dispersas en Noruega, desde Lindesnes en el sur, hasta la microcervecería más septentrional del mundo, Svalbard Bryggeri y Svalbard.
En Suecia, existen microcervecerías desde alrededor de 1995. Hoy en día, el mercado está floreciendo con muchas de las regiones y ciudades de la nación que tienen sus propias cervecerías, como Gotlands Bryggeri, Jämtlands Bryggeri, Helsingborgs Bryggeri y Wermlands Brygghus Stefan Persson, CEO de la cadena de ropa sueca H&M, tiene su propia microcervecería en Inglaterra.

#### Microcervecerías escandinavas

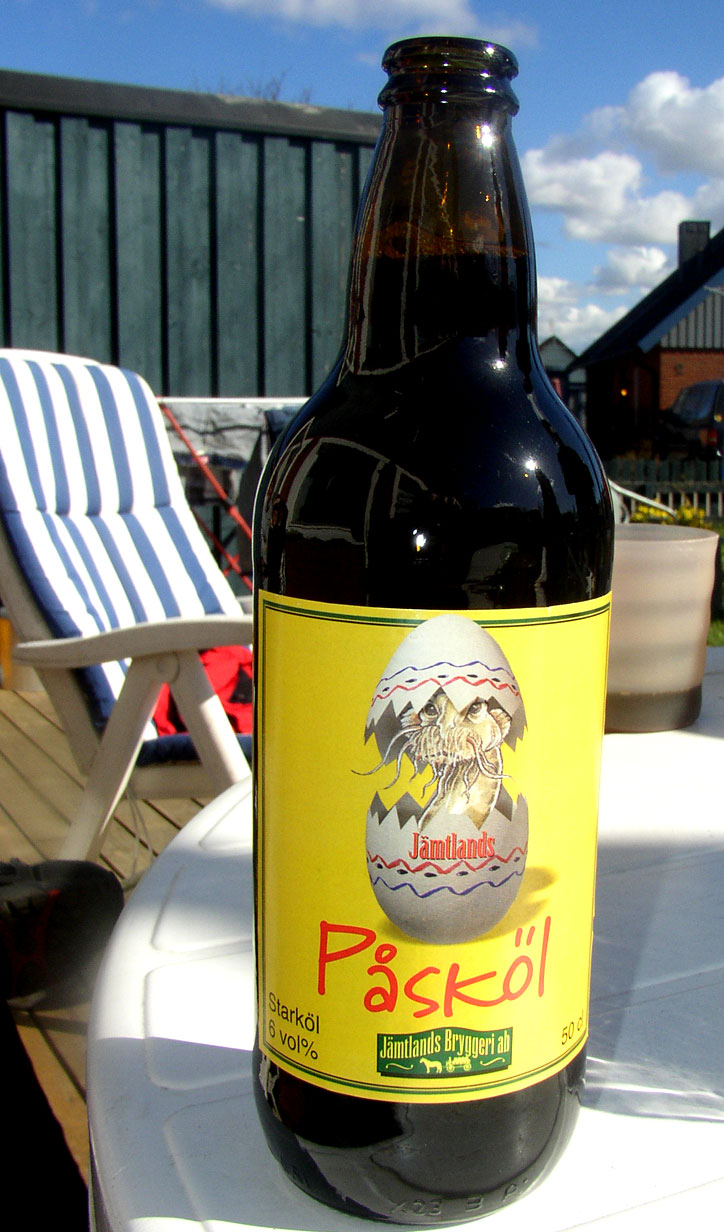
Jämtland Påsköl
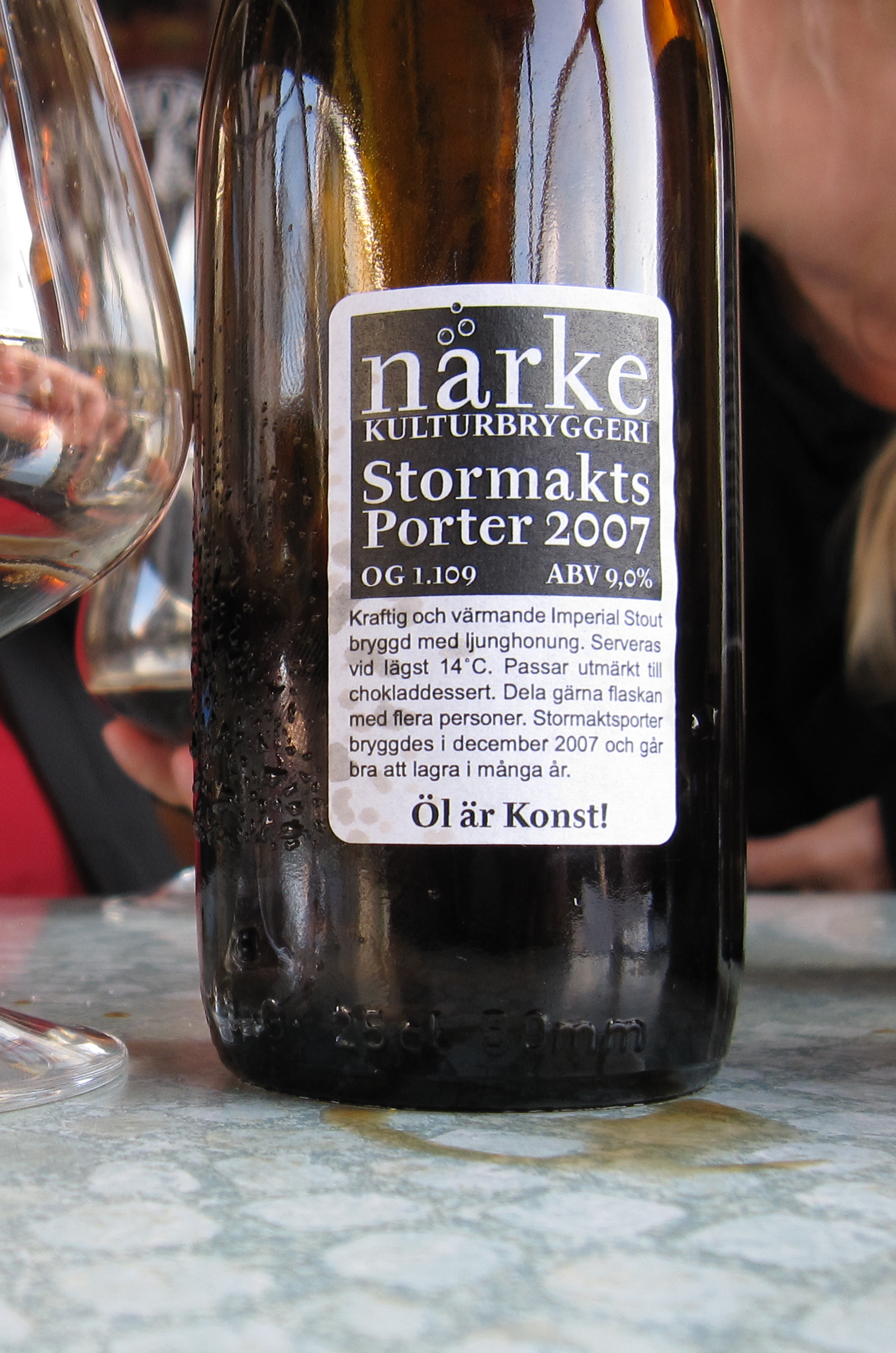
Närke Stormaktsporter
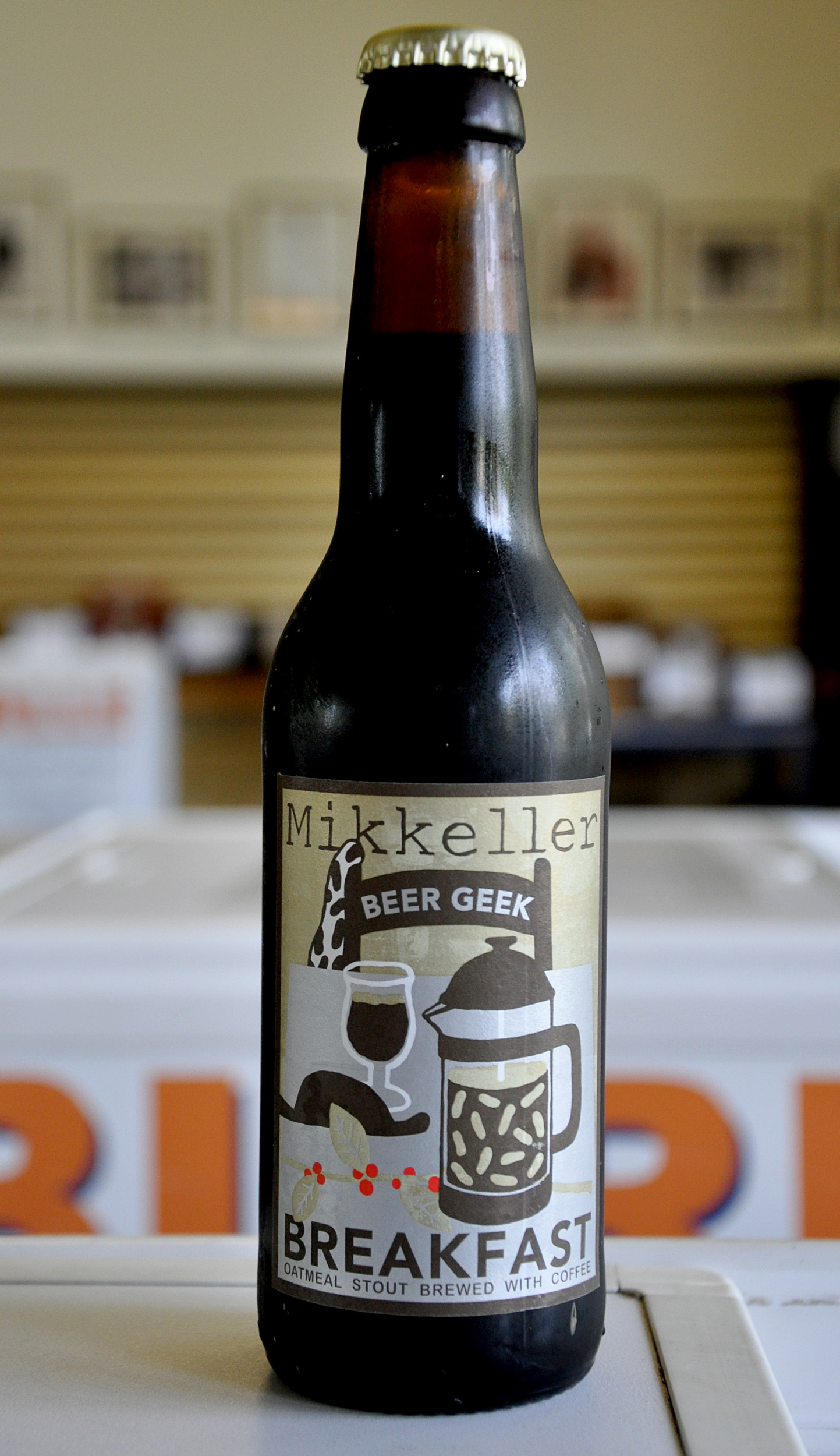
Mikkeller Beer Geek Breakfast
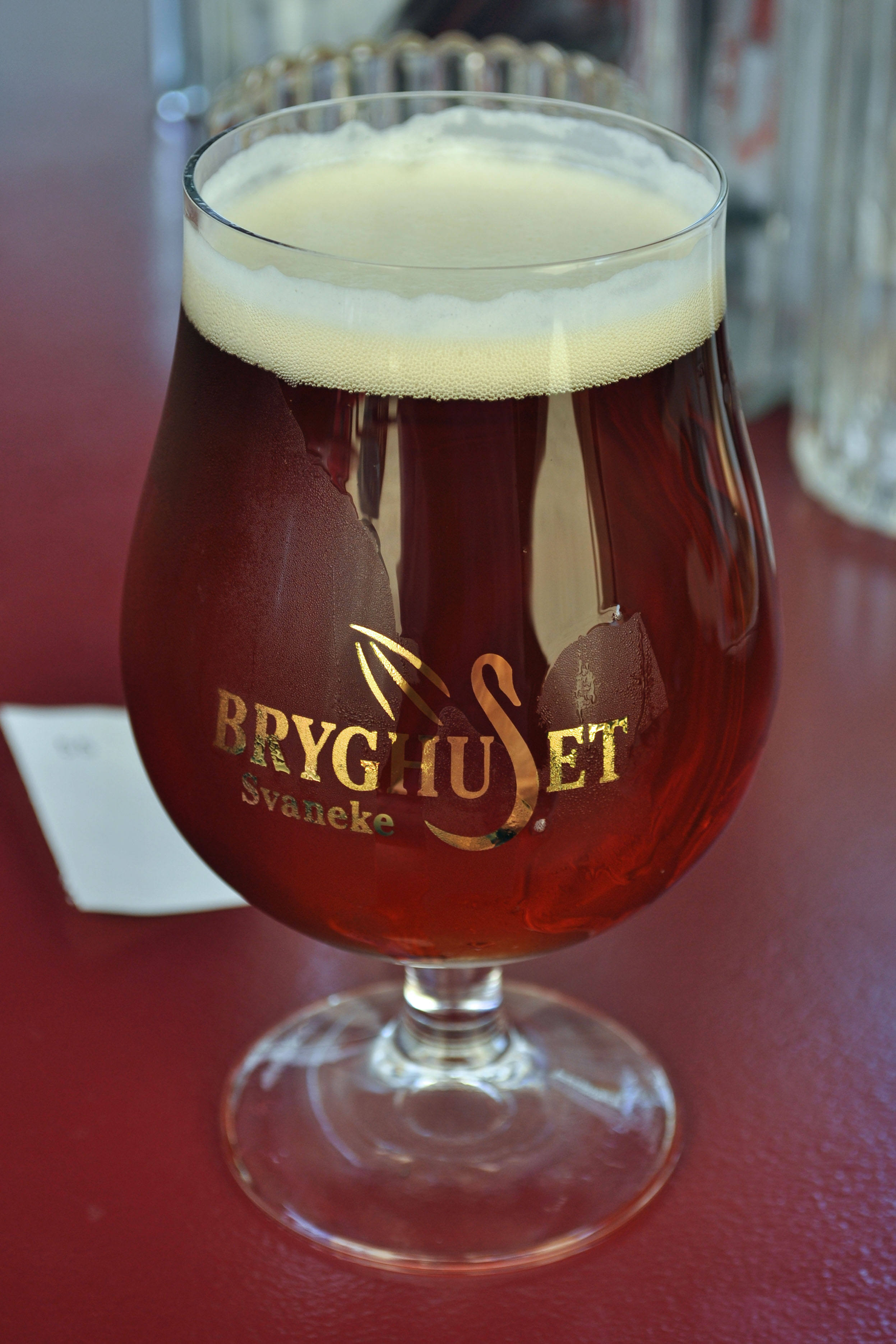
Bryghuset Svaneke Guld
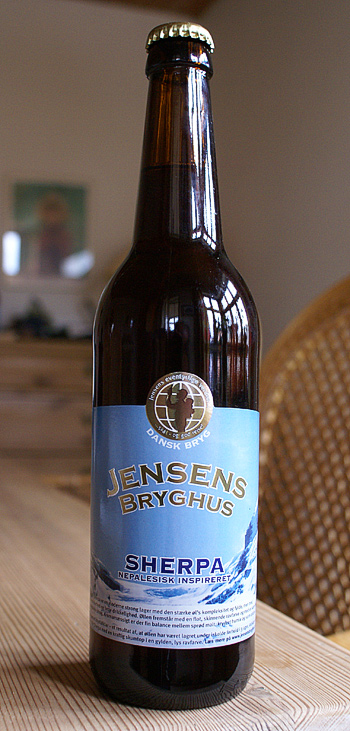
Jensens Sherpa
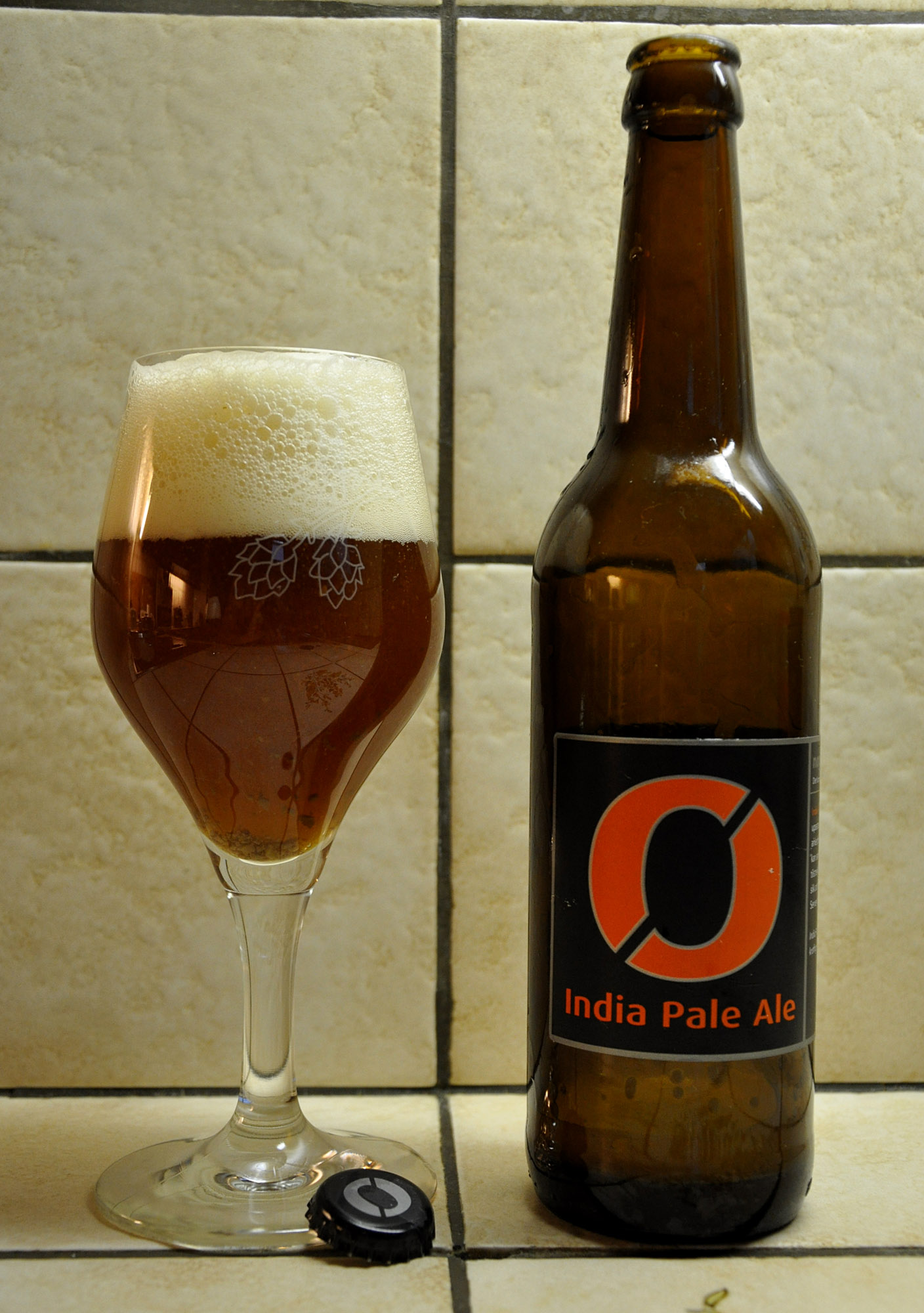
Nøgne Ø IPA
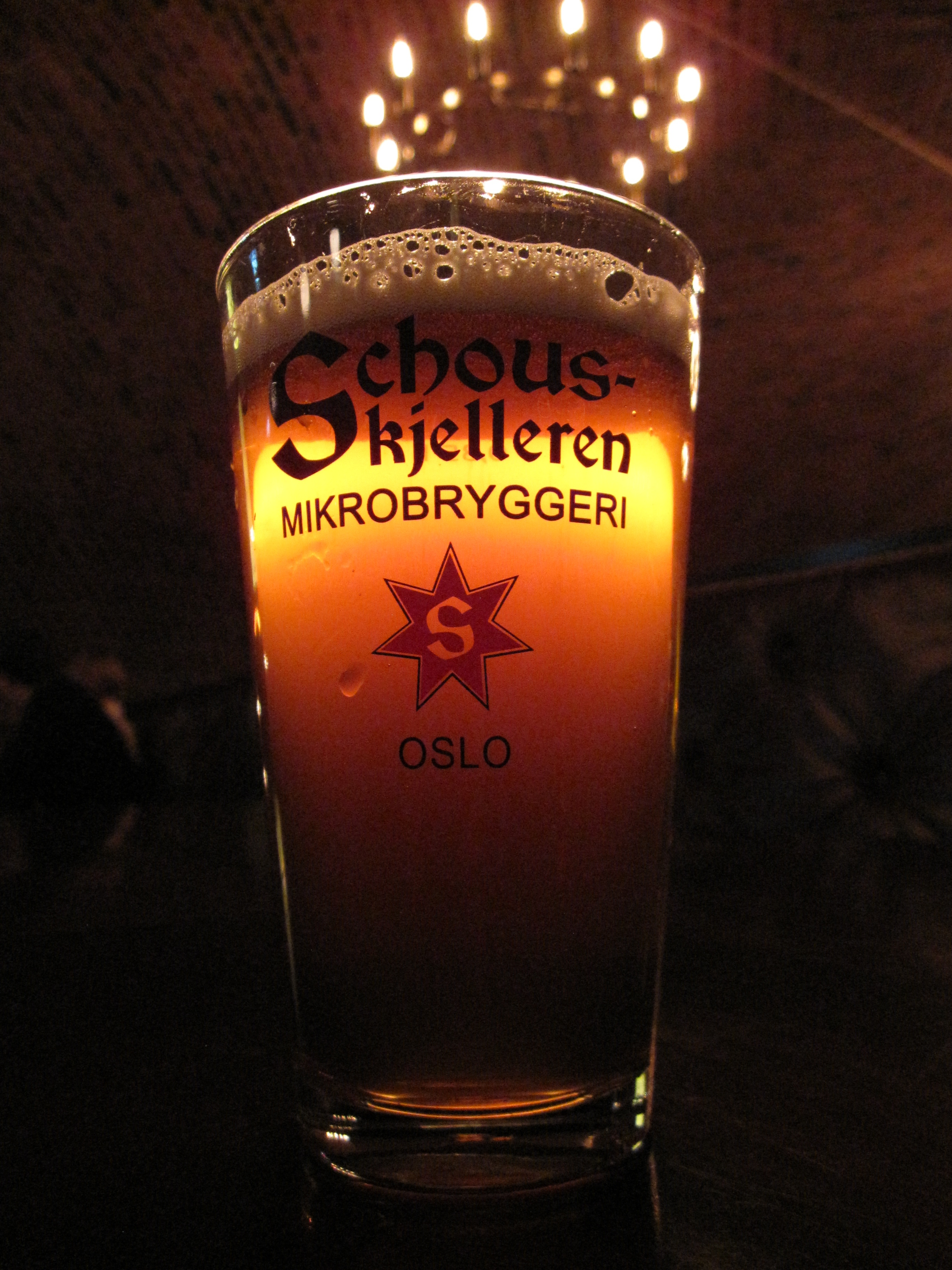
Schouskjelleren Garden of Eden
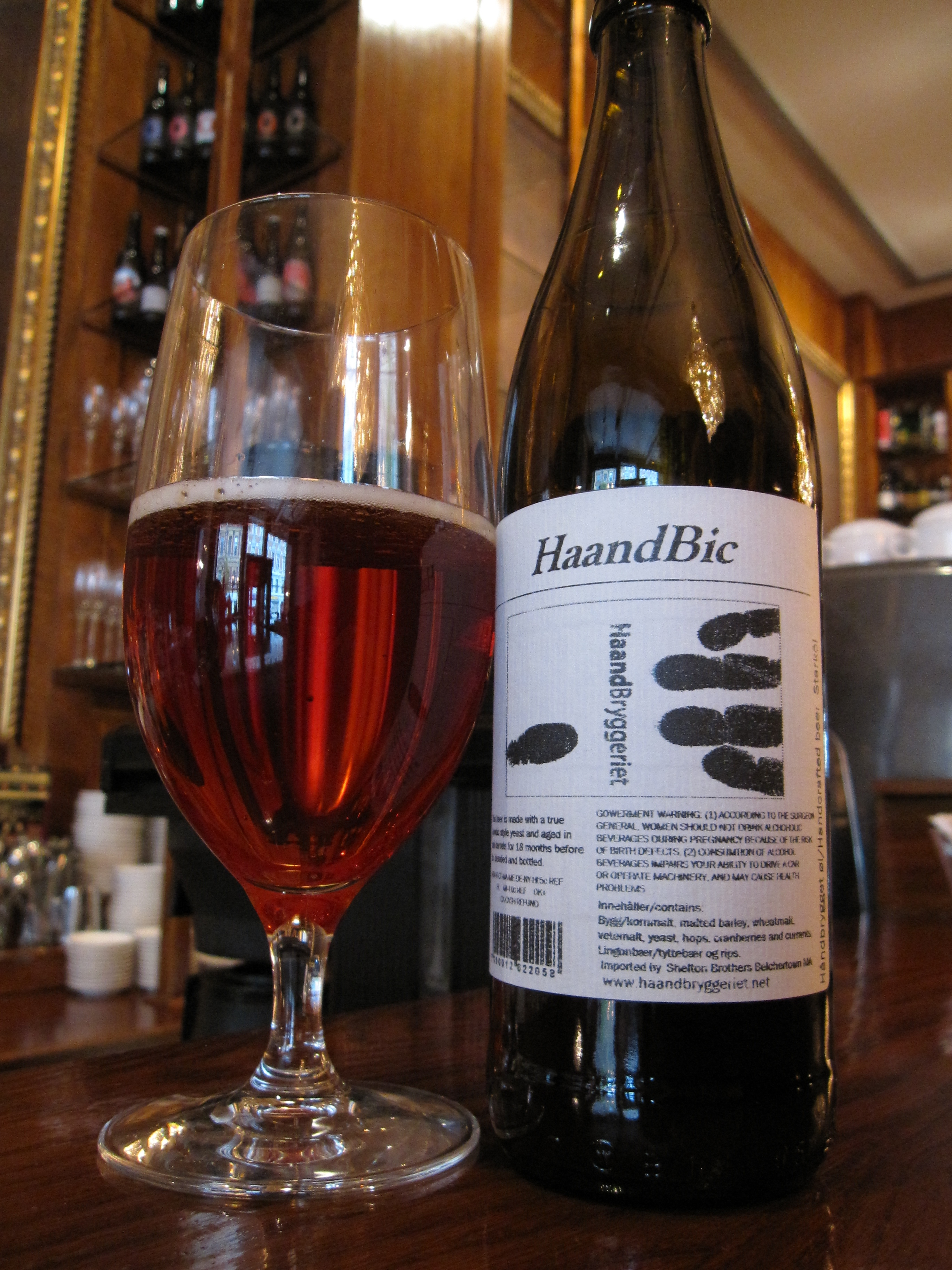
Haandbryggeriet Haandbic

### España
En 2011 en España, el periódico El País reportó había una «revolución de las cervezas artesanales» y más recientemente, para 2013, que la tendencia se había extendido a las regiones de Cataluña, Valencia, el País Vasco y Madrid. Cabe destacar que esta revolución se inició en Barcelona gracias a la iniciativa de Steve Huxley, un maestro cervecero que dedicó su vida a la elaboración de cervezas artesanales. A finales de 2016 había alrededor de 400 microcervecerías extendidas por todo el país, siendo extraña la provincia que no cuenta con al menos una marca de cerveza artesanal. Algunas de ellas con premios internacionales. Es tal la fiebre por las artesanas que los bares y cervecerías empiezan a incluirlas en sus cartas y surgen buscadores.

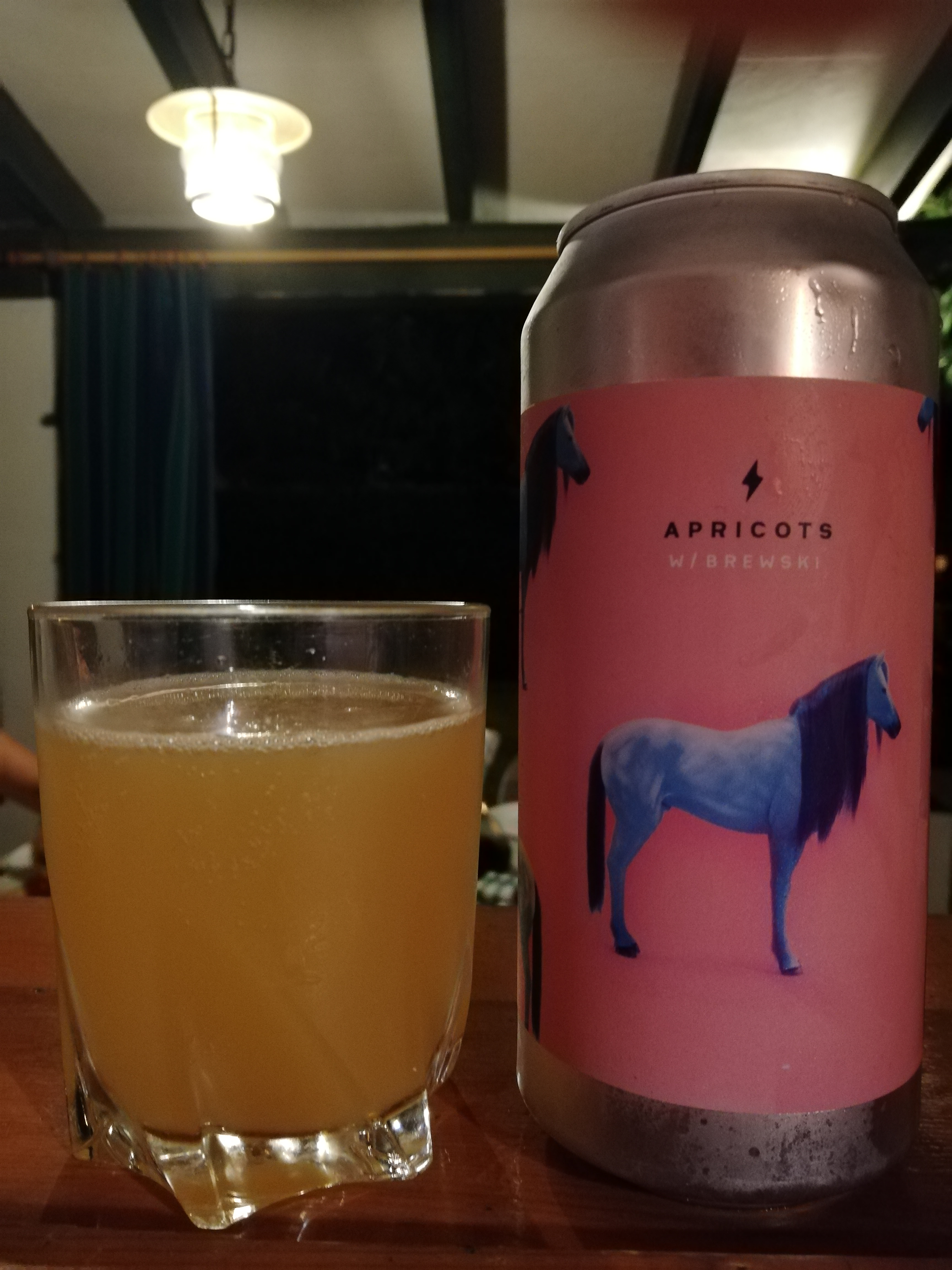
Garage Apricots
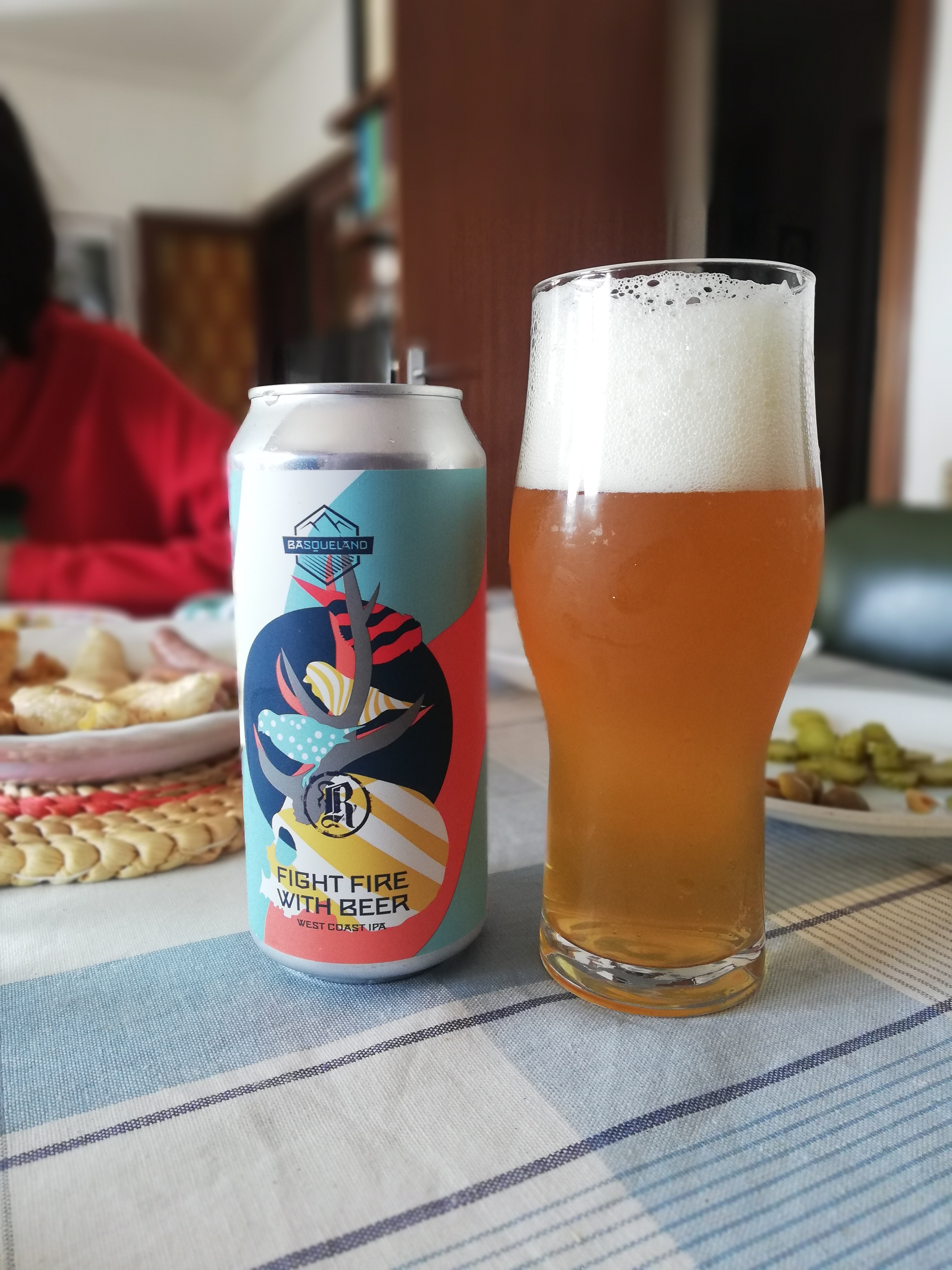
Basqueland Fight Fire with Beer
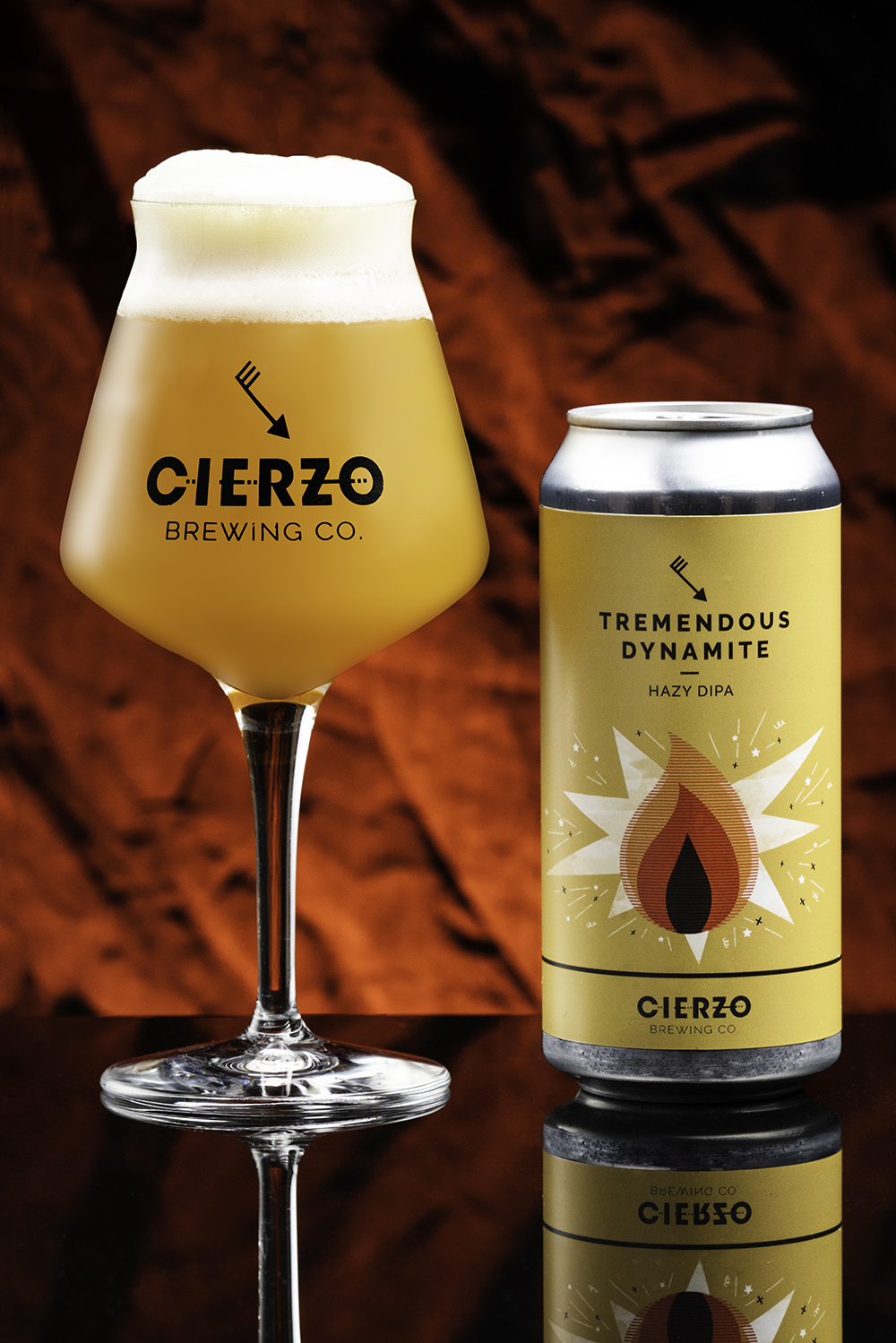
Cierzo Tremendous Dynamite
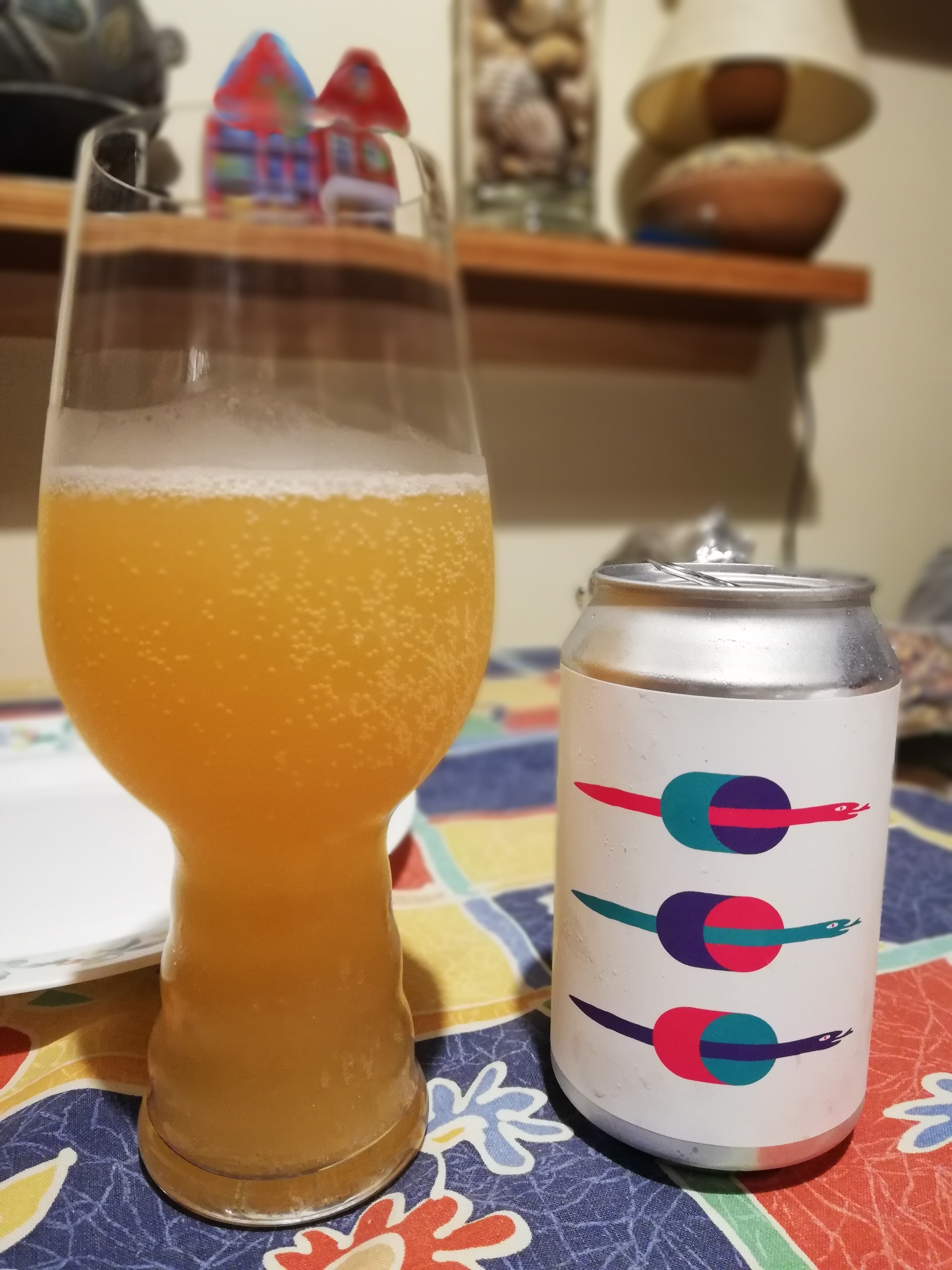
Soma Combo
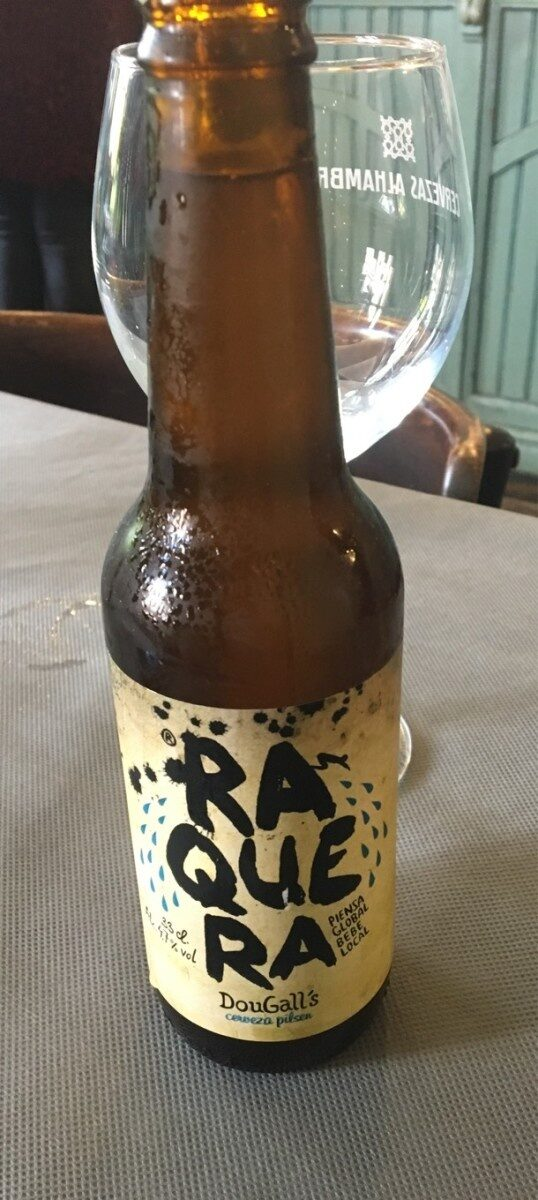
Dougall's Raquera
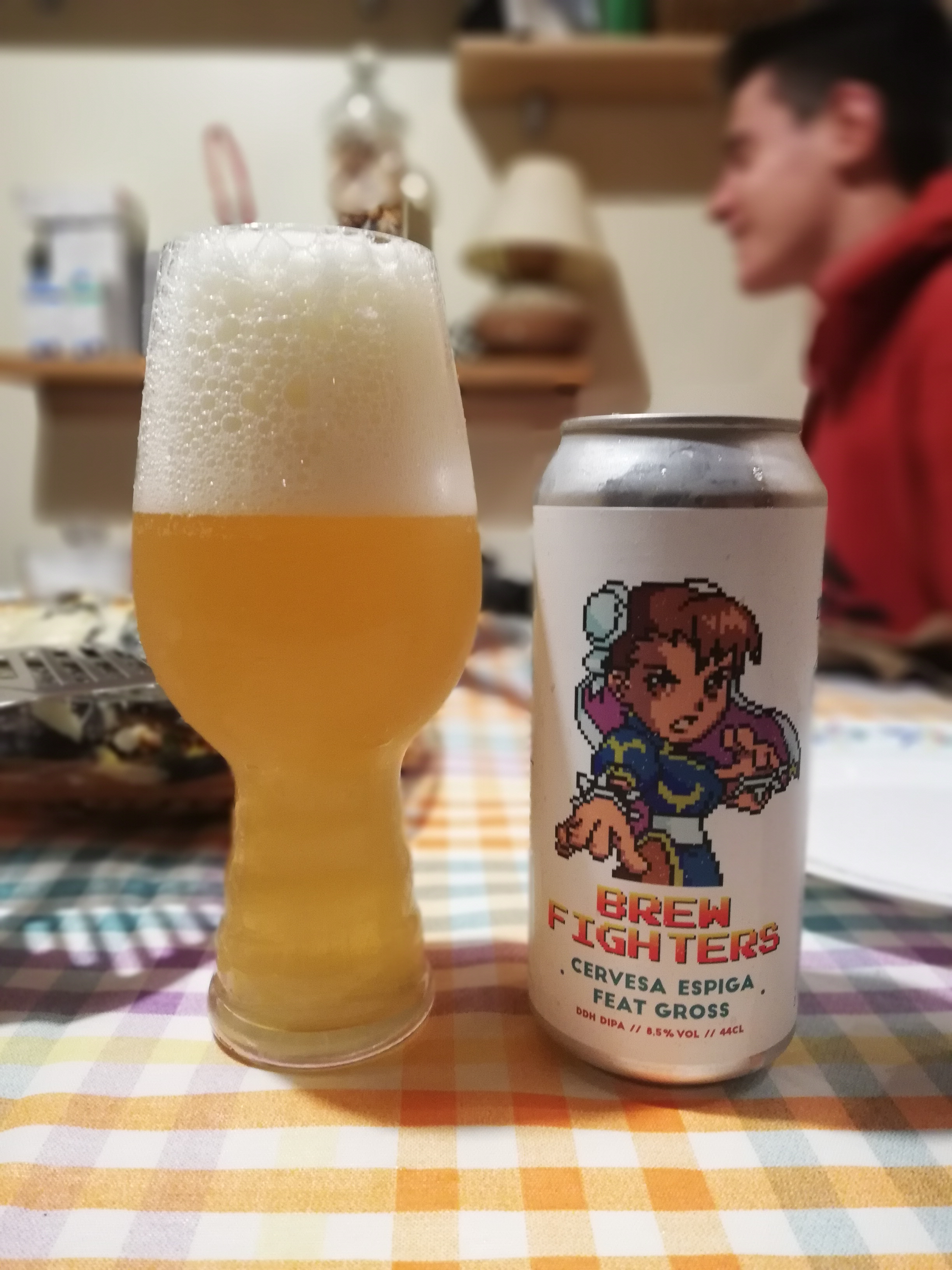
Espiga Brew Fighters
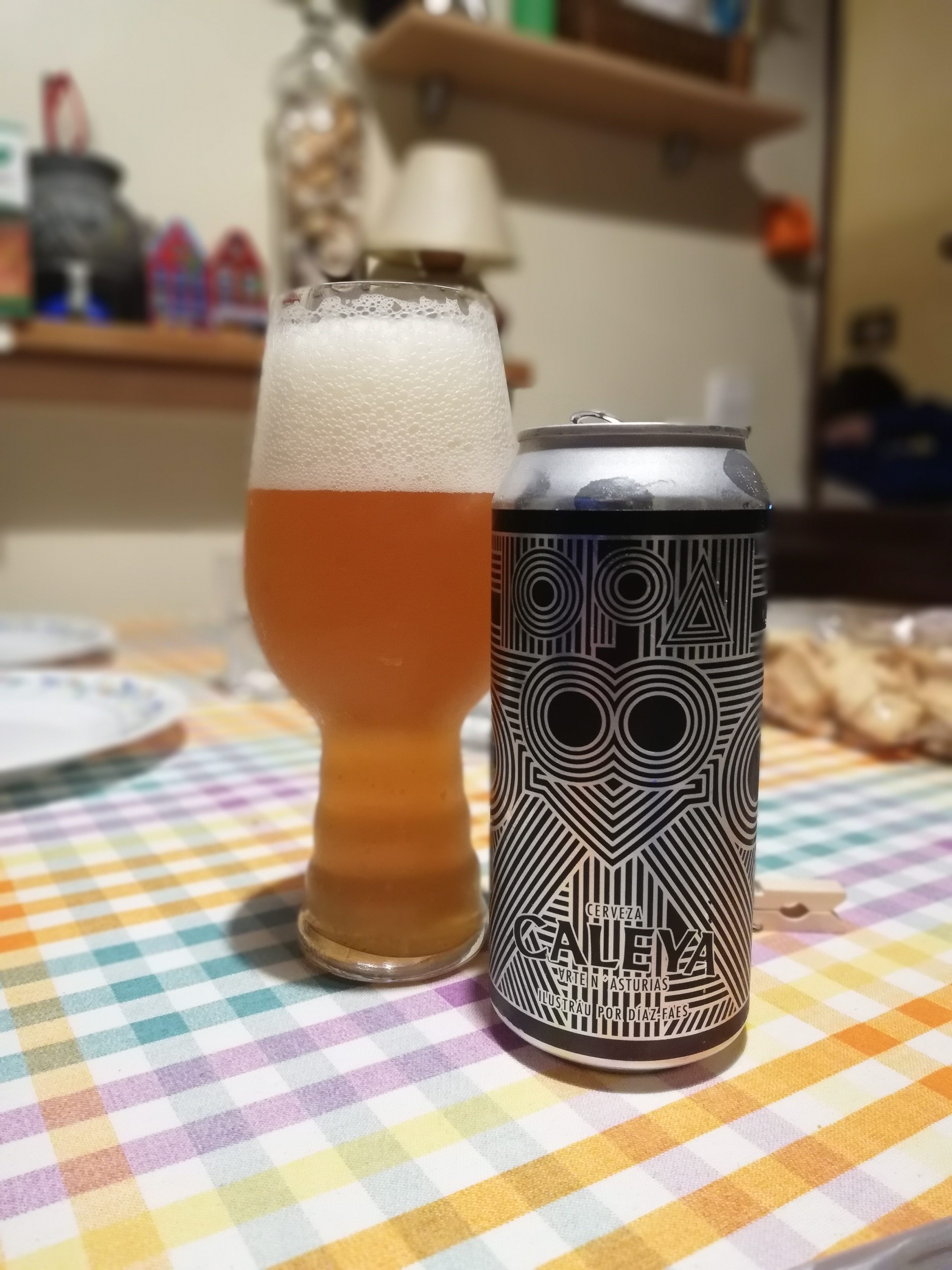
Caleya OPA

### Estonia

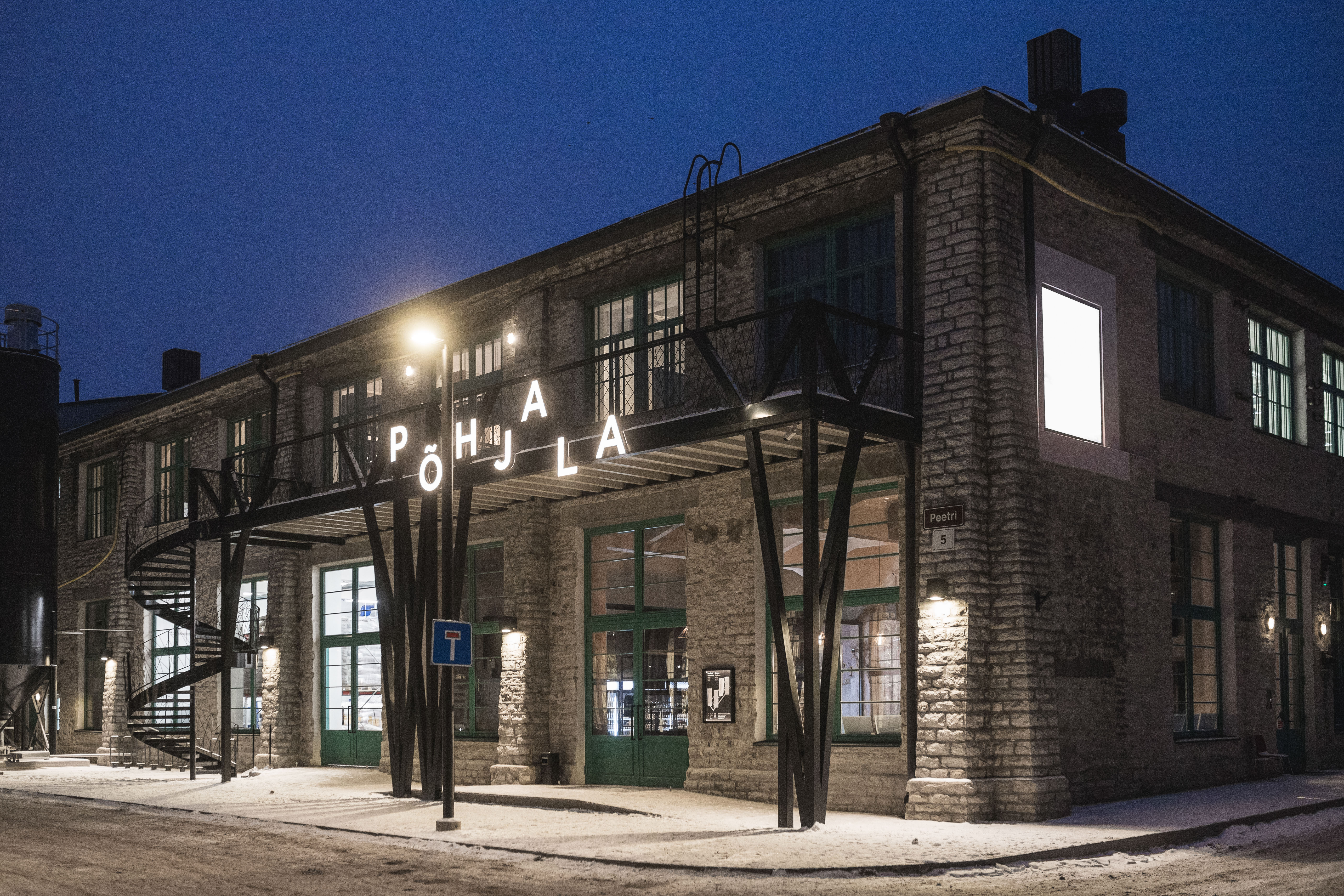
Põhjala Brewery y Tap Room

Estonia tiene una tradición de cervezas caseras que a menudo están aromatizadas con enebro. La cerveza artesanal llegó tarde a Estonia, pero eso comenzó a cambiar en 2012 cuando Mikkeller preparó una cerveza personalizada para el mercado estonio, llamada Baltic Frontier. Luego, un cervecero local en particular, Põhjala, abrió el camino para otros cerveceros estonios como Lehe, Koeru y Õllenaut. Para 2017, había casi 30 microcervecerías en el mercado estonio, en un país con una población de solo 1,2 millones. Desde 2015, Põhjala Brewery ha organizado un festival anual de cerveza artesanal llamado "Tallinn Craft Beer Weekend".

### Países Bajos
En los Países Bajos, hay una gran tradición histórica de pequeños productores de cerveceza. En ciudades como Delft o Vlaardingen había gran número de productores que exportaban a otras provincias, contabilizándose en una ciudad de 10 000 habitantes como Delft hasta 125 productores diferentes en el siglo XVII. Esta tradición entró en decadencia a principios del siglo XX—debido al crecimiento de grandes cervecerías industriales como Heineken—, llegando a bajar hasta unos 20 el número de cervecerías activas a finales de los 80. Posteriormente, aparecieron las primeras microcervecerías, como t’IJ o Jopen, con las cuales se empezaron a recuperar estilos tradicionales Belgas—como Belgian Blonde o Tripel, pero siendo  Brouwerij De Molen la primera microcervecería que empieza a experimentar con estilos más contemporáneos.

### Reino Unido
El término "microbrewery" (microcervecería) se originó en el Reino Unido a fines de la década de 1970 para describir la nueva generación de pequeñas cervecerías que se enfocaban en producir cerveza cask ale independientemente de las principales cerveceras o cadenas de bares. En 1972, Martin Sykes estableció Selby Brewery como la primera nueva compañía cervecera independiente en 50 años. "Preví el avivamiento en la cerveza real, y llegué temprano", dijo. Otro ejemplo temprano fue la Cervecería Litchborough fundada por Bill Urquhart en 1974. Además de la elaboración de cerveza comercial, Litchborough ofreció cursos de capacitación y aprendizaje, y muchos de los primeros pioneros del movimiento del Reino Unido pasaron por sus cursos antes de establecer sus propias cervecerías.
Antes del desarrollo de grandes cervecerías comerciales en el Reino Unido, la cerveza habría sido elaborada en los locales desde donde se vendía. Alewives pondrían un letrero (un palo de lúpulo o una varita de cerveza) para mostrar cuándo la cerveza estaba lista. Las autoridades medievales estaban más interesadas en garantizar la calidad y la fuerza adecuadas de la cerveza que en desalentar el consumo. Poco a poco, los hombres se involucraron en la elaboración de la cerveza y se organizaron en gremios como el Brewers Guild en Londres de 1342 y la Edinburgh Society of Brewers en 1598; A medida que la elaboración de la cerveza se hizo más organizada y confiable, muchas posadas y tabernas dejaron de fabricarse para sí mismas y compraron cerveza en estas primeras cervecerías comerciales.

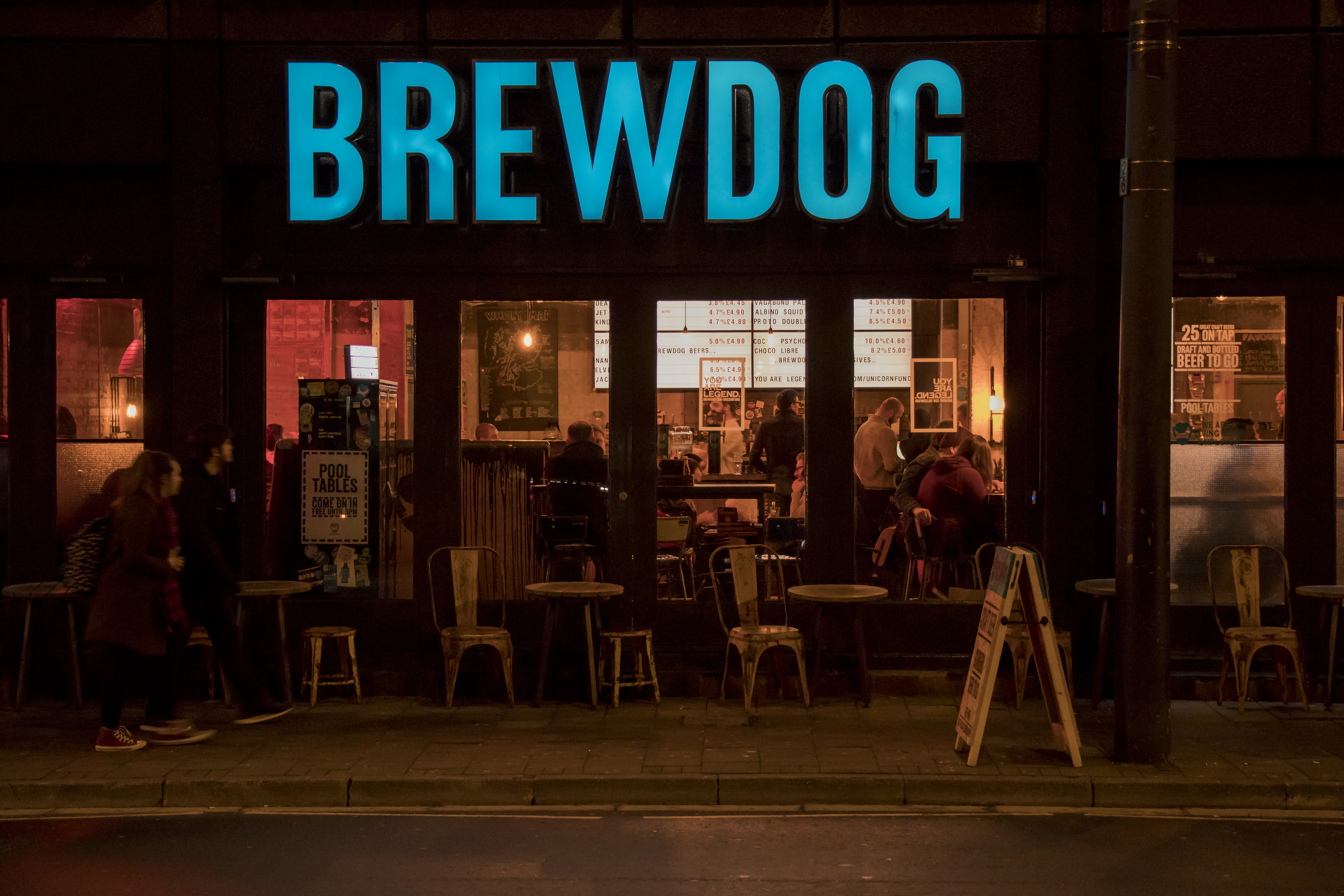
BrewDog bar en Cardiff, Gales.

Sin embargo, hubo algunas cervecerías que continuaron elaborando su propia cerveza, como Blue Anchor en Helston, Cornwall, que se estableció en 1400 y se considera la cervecería más antigua del Reino Unido. En el Reino Unido durante el siglo XX, la mayoría de los pubs tradicionales que elaboraban su propia cerveza en la cervecería en la parte posterior del pub, fueron comprados por cervecerías más grandes y dejaron de fabricarse en los locales. A mediados de la década de 1970, solo quedaban cuatro: All Nations (Madeley, Shropshire), The Old Swan (Netherton, West Midlands), the Three Tuns (Bishop's Castle, Shropshire) y el pub Blue Anchor (Helston, Cornwall).
La tendencia hacia las empresas cerveceras más grandes comenzó a cambiar durante la década de 1970, cuando la popularidad de la Campaña por la Ale Real (CAMRA) para los métodos tradicionales de elaboración de cerveza y el éxito de la Guía Mundial de la Cerveza de Michael Jackson alentaron a los cerveceros en el Reino Unido como Peter Austin, para formar sus propias pequeñas cervecerías o cervecerías. En 1979, una cadena de brewpubs del Reino Unido, conocidos como los pubs  "Firkin", comenzó, llegando a más de cien en el pico de la cadena; sin embargo, la cadena se vendió y, finalmente, sus bares dejaron de elaborar su propia cerveza.
Algunas cervecerías británicas se especializan en cerveza, mientras que otras elaboran cervezas continentales y cervezas de trigo. The Ministry of Ales, Burnley; The Masons Arms en Headington, Oxford; The Brunswick Inn, Derby (en 2010, la mitad de las cervezas vendidas por el establecimiento fueron elaboradas en el lugar); el pub Watermill, Ings Cumbria; y Old Cannon Brewery, Bury St Edmunds, son algunos ejemplos de pequeñas cervecerías independientes en el Reino Unido.
La ciudad de Bristol fue identificada por The Guardian en mayo de 2014 como un área donde había florecido la industria de la microcervecería. Diez cervecerías, como Zerodegrees, The Tobacco Factory, Copper Jacks Crafthouse y The Urban Standard, fueron identificadas como establecimientos prósperos de cerveza artesanal de Bristol.
El East End de Londres también ha sido un lugar para cervezas artesanales especializadas y pubs y cervecerías independientes únicos. Nuevamente, The Guardian tiene una lista de pubs de craft beer en el este de Londres con compañías locales de turismo del East End que también muestran los distintos pubs de comida y cerveza artesanal a los visitantes de Londres con Craft Beer Tours.
En 2019, CAMRA permitió la venta por primera vez de cervezas artesanales de barril en su Great British Beer Festival. La organizadora del festival, Catherine Tonry, dijo: "esperamos lanzar la nueva adquisición de KeyKeg en el festival de este año".

## Microcervecerías en Asia y Oceanía
En Japón, las microcervecerías son conocidas como Ji Bīru (地ビール) o "cerveza local". En 1994 las estrictas leyes impositivas japonesas fueron relajadas y permitieron a las cervecerías pequeñas producir 60.000 litros por año. Antes de este cambio, las cervecerías no podían obtener una licencia sin producir al menos 2 millones de litros por año. Como resultado de esto, un número importante de cervecerías pequeñas han sido establecidas a lo largo del país.
Las microcervecerías también se han incrementado en número en otros lugares de Asia. China, el mayor consumidor de cerveza a fecha de julio de 2013, tiene un mercado de cerveza artesanal creciente, con marcas tales como la cervecería Slowboat, la cervecería Shanghái y Boxing Cat. La primera microcervecería de Camboya, Kingdom Breweries, abrió en 2009 y produce cerveza negra, pilsener, y lager. En Sri Lanka, leyes sumamente estrictas hacen casi imposible la producción de cerveza artesanal. En la remota Costa Este, sin embargo, Arugam Bay Surfer's Beer ha logrado mantener un pequeño pero popular brewpub. Establecido en 1977, el Siam View Hotel logró escapar a las regulaciones debido a la larga guerra civil y su ubicación aislada. Durante dos años seguidos, el Daily Telegraph "Best of British" le otorgó la medalla SVH como el "Mejor Pub en Sri Lanka".
Las cervezas artesanales y las microcervecerías fueron citadas como la razón por la cual hubo una caída de 15 millones de litros en la venta de alcohol en Nueva Zelanda en 2012, diciendo que los kiwis optaron por cervezas premium de mayor precio por encima de marcas más baratas.

## Brewpub

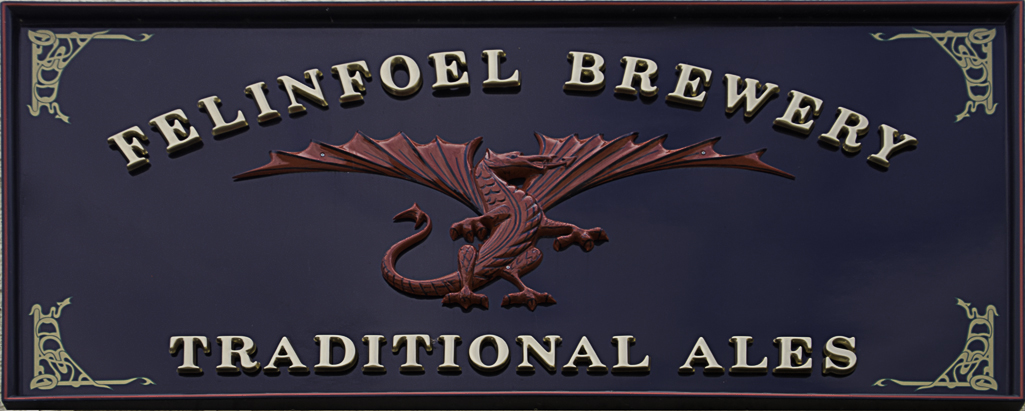
Imagen de un Dragón Galés de la Microcervecería Felinfoel Village, pioneros de la cerveza enlatada.

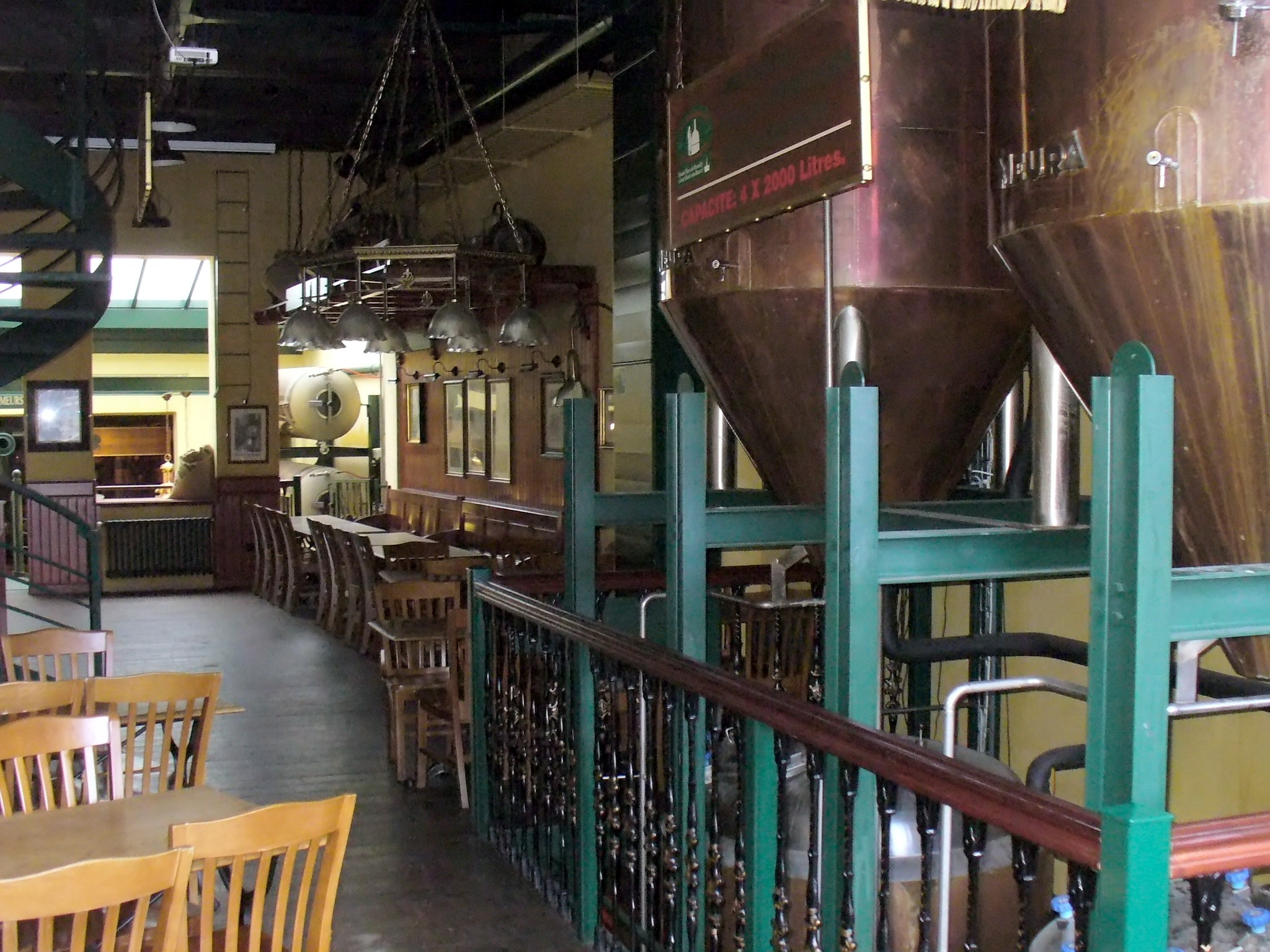
Un brewpub en Brussels

Un brewpub es un pub o restaurante que produce su propia cerveza en sus instalaciones. Algunos brewpubs, como los de Alemania, han estado produciendo su propia cerveza en sus establecimientos durante cientos de años. Otros son restaurantes modernos. En lugares como Shanghái, China, el número de brewpubs se han duplicado entre 2010 y 2013.

### Australia
La cerveza en sí llegó a Australia al comienzo de la colonización británica. En 2004, Australia era el cuarto país del mundo en consumo de cerveza per cápita, con unos 110 litros por persona por año, aunque considerablemente más bajo en términos de consumo de alcohol total per cápita. El tipo de cerveza más popular hoy en día en Australia es la lager. La cervecería más antigua que aún se encuentra en funcionamiento es la Cervecería Cascade, fundada en Tasmania en 1824. La cervecería de dueños australianos más antigua es la cervecería familiar Coopers, al igual que las otras dos cervecerías más importantes, Foster's y Lion Nathan que son operadas por la empresa anglo-sudafricana SABMiller y la japonesa Kirin Brewing Company, respectivamente. Foster's Lager es producida más que todo para exportación o bajo licencia en otros países, en particular en el Reino Unido.

### Estados Unidos
El interés en este tipo de establecimientos se extendió a los Estados Unidos, y en 1982, Grant's Brewery Pub en Yakima, Washington abrió sus puertas, reviviendo las "tabernas cerveceras" estadounidense de los famosos primeros estadounidenses como William Penn, Samuel Adams y Patrick Henry. El crecimiento de estos locales fue lento en un principio - el quinto brewpub de los Estados Unidos abrió en 1986, pero el crecimiento ha sido considerable desde entonces: al Asociación de Cerveceros reportó que en 2012 había 2.075 cervecerías artesanales regionales, microcervecerías y brewpubs en Estados Unidos.

### Francia
En Francia, una cadea de brewpubs estilo estadounidense opera bajo el nombre de Les 3 Brasseurs. También existe una cadena de unos 7 brewpubs llamada Frog and Rosbif, la cual combina tradiciones británicas y francesas. ('Frog' es el sobrenombre en inglés para la gente de Francia, y 'Rosbif' o roast beef es el sobrenombre que los franceses utilizan para los ingleses). Los pubs están decorados en un estilo ampliamente británico, y sirve una selección de ales, stouts, y cervezas blancas

### Canadá
En Canadá, cambios realizados a las arcaicas leyes de control de licor finalmente permitieron a "Spinnakers" a que abriera en Victoria, Columbia Británica en 1984. Cambios legislativos siguieron en otras provincias y otros brewpubs rápidamente comenzaron a aparecer en todo el país entre los años 1980 y 1990.

### Alemania
Mientras que en otros países las microcervecerías y los brewpubs han surgido como una reacción a la producción masiva y el marketing de la cerveza, en Alemania, el tradicional brewpub o Brauhaus sigue siendo una importante fuente de cerveza.

### México
A finales del siglo pasado, este tipo de cerveza comenzó a producirse y consumirse en la región central de México. El principal precursor fue el Sr. Gustavo González, creador de la cerveza Cosaco. Éste comenzó a elaborar cerveza en el año de 1995, siguiendo el ejemplo de artesanos cerveceros. En la ciudad de Mexicali B.C., en el año 2002 abrió sus puertas una de las primeras microcervecerías en México; Cervecería de Baja California. Como amantes de la buena cerveza se vio que había una necesidad de ofrecer cerveza artesanal premium a un mercado ampliamente dominado por las cervezas macro comerciales por décadas. El nombre que llevaría esta cerveza sería Cucapá,  mezclando los sabores de la frontera entre Estados Unidos y México. 
Asimismo la cervecería Minerva nacida en diciembre del 2002 y con residencia en Jalisco, fue fundada por el Ing. Jesús Briseño Gómez España, el cual tuvo el propósito de traer a México estilos y sabores de cerveza que no se fabricaban en el país. Fue así como al terminar sus estudios académicos decidió iniciar su preparación en elaboración de cerveza, tomando diversos cursos y diplomados para hacerse un experto en la materia. Su elaboración se caracteriza por el uso de materias primas de la más alta calidad y un riguroso proceso artesanal. Manejan 9 estilos de cerveza.

### España
El primer brewpub de España abrió sus puertas en 1989, en Madrid, con el nombre de Naturbier y una clara influencia alemana. Aunque ya no está operativo, se convirtió durante años en un local de referencia para todos los cerveceros españoles, sembrando la semilla de una incipiente cultura cervecera, que años más tarde permitió en el auge de la cerveza artesana en este país, con Steve Hunxley y Andrew Dougall como dos de sus principales precursores. En la actualidad, existen alrededor de 30 brewpubs en España, entre los que destacan, por antigüedad o tamaño, la Fábrica Maravillas (Madrid), Garage Beer Co. (Barcelona), Cierzo Brewing (Zaragoza), Basquery (Bilbao), Abirradero (Barcelona) y Baga Biga (Donostia).

## Producción de cerveza artesanal

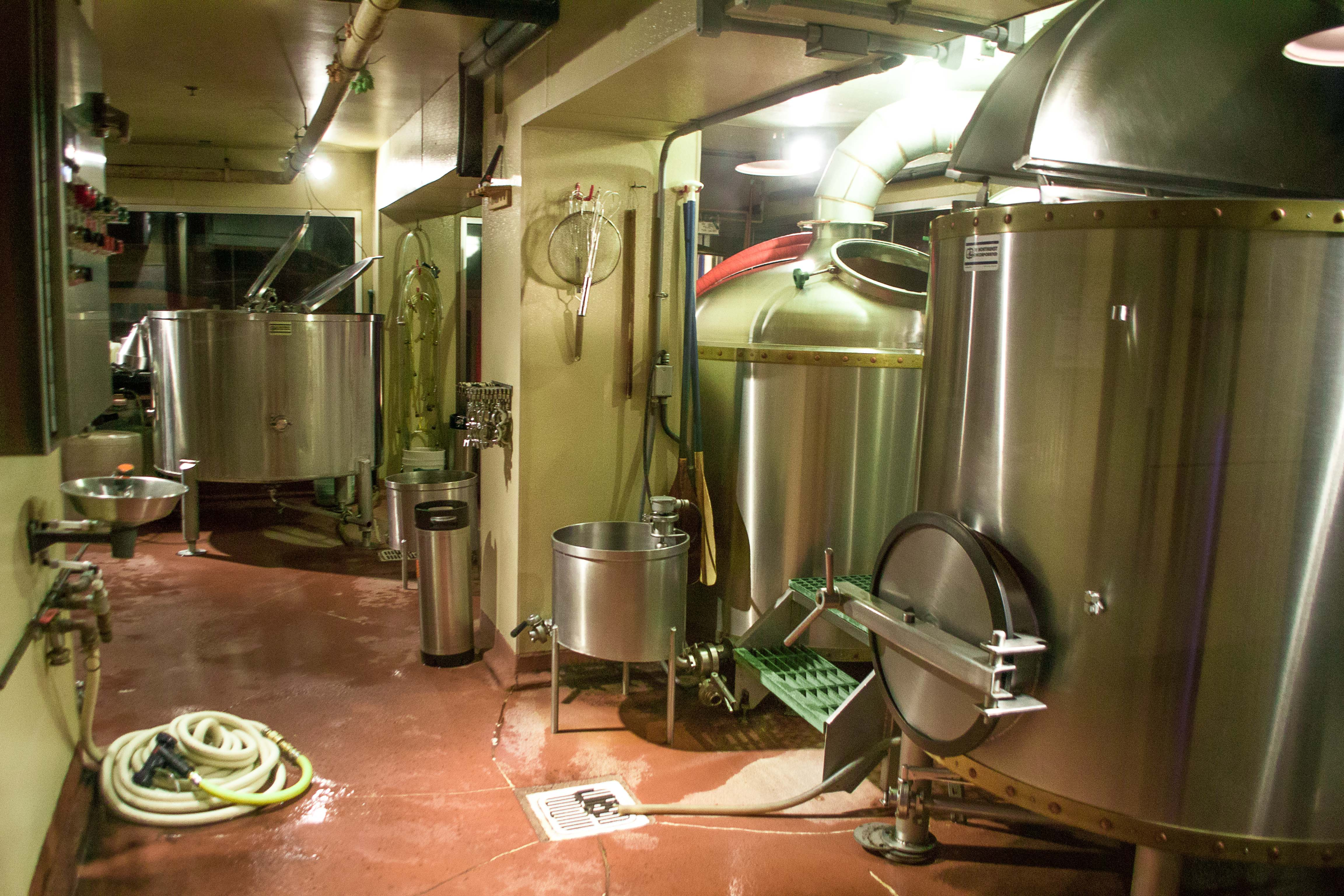
Una cervecería artesanal

La producción artesanal es un término más amplio para los desarrollos en la industria que vinieron después del movimiento artesanal de la última parte del siglo XX. La definición no es completamente consistente, pero típicamente se aplica a cervecerías comerciales relativamente pequeñas y de dueños independientes que emplean métodos cerveceros tradicionales y ponen énfasis en el sabor y la calidad. El término es a menudo reservado para las cervecerías establecidas a partir de los años 1970, pero puede ser utilizado para cervecerías más antiguas con un enfoque similar.
La producción artesanal está más establecida en los Estados Unidos, en donde figuraba como el 7,6% de las ventas de cerveza y más del 90% de las cervecerías en 2011. Por otra parte La Asociación de Cerveceros define a los cerveceros artesanales estadounidenses como «pequeños, independientes y tradicionales»: pequeño definido como una «producción anual de 6 millones de barriles de cerveza o menos», independiente definido como propiedad o control de un cervecero artesanal del 75%, y tradicional definido como el 50% de su volumen debe ser cerveza de malta. Esta definición incluye microcervecerías antiguas, que tradicionalmente producen pequeñas cantidades de cerveza, al igual que otras cervecerías de varios tamaños y especialidades. La Asociación de Cerveceros define a cuatro mercados dentro de los cerveceros artesanales estadounidenses: microcervecerías con una producción anual de menos de 15.000 litros; brewpubs, que venden 25% o más de su cerveza en el local; cervecerías artesanales regionales, que producen entre 15.000 y 6 millones de litros, de los cuales por lo menos el 50% es 100% malta o utiliza aditivos solo para mejorar el sabor; y compañías cerveceras por contrato, que contratan a otras cervecerías para que hagan su cerveza.
La producción de cerveza artesanal se expandió considerablemente en los Estados Unidos luego que la administración de Jimmy Carter quitara las regulaciones sobre la producción de cerveza en 1979.

### Nanocervecerías
Una nanocervecería es un tipo de cervecería muy pequeña, culturalmente definida a menudo por un sistema de producción de menos de cuatro litros. En Estados Unidos son reconocidas por el Alcohol and Tobacco Tax and Trade Bureau (TTB) y son cervecerías totalmente licenciadas y reguladas. El objetivo de muchas nanocervecerías es crecer hasta convertirse en microcervecerías o «brewpubs». Hay varias cervecerías y brewpubs que en algún momento en su historia pudieron haber sido descritas como nanocervecerías, si el término hubiese sido inventado antes. Un ejemplo es Dogfish Head, de Milton Delaware. Sam Calagione comenzó la compañía como un brewpub con un sistema cervecero diez galones en 1995. Para 2010 producía 75.000 litros por año.
Existe una lista de nanocervecerías que es mantenida por Hess Brewing Co., una nanocervecería de San Diego, California. Para diciembre de 2002, incluía a 93 nanocervecerías operativas en los Estados Unidos y 51 en la etapa de planeación.